# Iulianus római császár
Flavius Claudius Iulianus (Konstantinápoly, 331. április 7. – Tigris menti Maranga, 363. június 26., pénzérméin FL CL IVLIA-NVS, Φλάβιος Κλαύδιος Ἰουλιανός, Flawiosz Klaudiosz Julianosz) a Római Birodalom császára volt másfél évig, 361 és 363 között. Ariánus keresztény oktatói voltak, de felhagyott Arius tanainak követésével, uralkodása alatt az ősi görög–római vallási hagyományokat ápolta és pártfogolta, utolsóként a római császárok között. Iamblikhosz tanai és a mindent magába foglaló filozófiai rendszer, az újplatonizmus felé fordult, de nem Platón munkáinak betű szerinti életre hívása volt a célja, hanem a dialógusok szólásszabadságán és a meggyőzésen alapuló szellemiségének valóságba ültetése. Ezért Iulianust az „Apostata” (görögül: Ἰουλιανὸς ὁ Ἀποστάτης, azaz „Hitehagyott Julianosz”) melléknévvel tartja számon a keresztény hagyomány.
Korai halála megakadályozta abban a nagy kísérletében, hogy a birodalomban a kereszténységgel egyenrangú és azonos hatású maradjon a római vallási hagyomány, a görög vallás tisztelete és a legfontosabb misztériumvallások kultusza. Leginkább az újplatonikus napteológia kötötte le figyelmét; a görög napisten, Héliosz és a perzsa Mithrász felé fordult. Az utóbbi az ősi perzsa vallásból, a mazdaizmusból vette át központi motívumát, a dualisztikus szemléletet. Magát Iulianust is beavatták Mithrász misztériumaiba.
Iulianus azonban nemcsak filozófus volt, hanem nagyszerű hadvezér is, akit katonái rajongásig szerettek. Utolsó hadjáratán mélyen benyomult a Szászánida Birodalom területére, és itt érte a halál. Halálának oka egy súlyos sebesülés, melynek körülményei homályosak, vitatottak. Egyesek harc közbeni sérülést, mások keresztény merényletet sejtetnek. A keresztény legendárium isteni beavatkozásként értékeli a kereszténységet elhagyó császár halálát. Alig másfél éves uralkodása ellenére az egyik legfontosabb személye a késő ókori római történelemnek.

## Családi háttér, gyermekkor
Flavius Claudius Iulianus 331-ben született a nemrégiben alapított Konstantinápolyban. Apja Flavius Iulius Constantius, I. Constantinus római császár apai féltestvére volt. Anyja a görög származású Flavia Basilina, Flavius Iulius Iulianus praetorianus praefectus, a korábbi egyiptomi helytartó (praefectus augustalis) leánya. Iulianus így anyai és apai ágon is rokona volt a Constantinus-dinasztiának.
Iulianus gyermekkora I. Constantinus uralkodásának végére esik, az ő 337-ben bekövetkezett halála idején – amely után instabil helyzet alakult ki a birodalomban – nem egészen hatéves volt. A császár három fia (II. Constantinus, II. Constantius és Constans) mellett két féltestvére – Iulius Constantius és Iulius Dalmatius – is joggal követelhetett volna részt a hatalomból. Iulianus apja az elhunyt császár legidősebb férfirokonaként, Dalmatius pedig a praetorianusok praefectusaként kifejezetten veszélyes volt a három trónörökös hatalmi törekvéseire nézve. Nagy Constantinus I. Constantius Chlorus Helena nevű ágyasától született, még azelőtt, hogy Constantiust Diocletianus kinevezte volna. Iulius Constantius és édestestvérei viszont Theodorától, a törvényes császári hitvestől, vagyis I. Constantinuson kívül Constantius Chlorus minden gyermeke „bíborbanszületett” volt. Ebben az időben a „bíborbanszületett” gyermekek jogcíme erősebb volt az öröklésre, mint az elsőszülötté.
Ilyen módon Iulius Constantius legitimációja felmenőágon erősebb lett volna, mint Constantinus fiaié, és ha már Constantinus megszüntette a denominatio (kijelölés) gyakorlását (ami a diocletianusi tetrarchia lényege), a successio (öröklés) elvén ő lett volna a legitim uralkodójelölt. Arra is emlékezett még mindenki, hogy Constantinus erőszakkal szerezte meg az augustusi címet a törvényesen kijelölt augustusokkal és caesarokkal szemben. Nem véletlen, hogy egy fennmaradt panegyricus Constantinus nagyapján, Eutropiuson keresztül Claudius Gothicushoz vezeti vissza családfáját és hozzá köti az uralkodói legitimációt is.
A Római Birodalom azonban az elmúlt négy évszázad alatt sem volt képes hozzászokni az egyeduralmi forma bármilyen állandósított öröklési rendjéhez, az új uralkodók trónra emelése – Diocletianus tetrarchiáját leszámítva – mindig anarchiával járt, jelentősen hozzájárulva a birodalom hanyatlásához. A sereg és az udvar Constantinus fiai mellé sorakozott fel, és néhány hónappal a császár halála után minden más férfirokonát lemészárolták. Iulius Constantius két fia, Flavius Constantius Gallus és Flavius Claudius Iulianus elkerülte a kivégzést, mivel még gyermekkorúak voltak. 337-ben nemcsak apjukat, hanem ismeretlen nevű bátyjukat is elveszítették, aki valószínűleg már elég idős volt ahhoz, hogy veszélyes trónkövetelő lehessen belőle. I. Constantinus másik féltestvére, a 335-től caesarként szolgáló Flavius Dalmatius is ugyanerre a sorsra jutott. Az ő két fiát – Hannibalianus és Flavius Dalmatius – is kivégezték, akik mindketten idősebbek voltak és a politikában is részt vettek, hiszen 335 óta apjukkal együtt caesari címet birtokolták.
Mai napig nem tudni, hogy a gyilkosságokban pontosan milyen szerepet vállalt II. Constantius, I. Constantinus középső fia, aki Konstantinápolyban tartózkodott 337-ben, és ugyanitt történtek a kivégzések is. Több történetíró és maga Iulianus is (az athéniakhoz írt levelében) őt vádolta a mészárlás elrendelésével, más feljegyzések szerint az események kikerültek Constantius irányítása alól. Iulianus véleménye szerint apja sosem tört az idősebb Constantinus trónjára sem, ezért a fiaira sem lett volna veszélyes, semmilyen lépést nem tett a trónt megszerzésére. Iulianus azonban az események idején még csak hatéves volt, így saját tapasztalata nem lehet erről a kérdésről. A gyilkosságok után a két túlélő fiút szoros házi őrizetben tartották.
Az I. Constantinus halálát követő osztozkodásban II. Constantinus kapta Galliát, Constans Illyricumot és Itáliát, II. Constantius pedig a Keletet. A három fivér egymástól függetlenül is irtotta a rokonságot, majd egymásnak estek. Először Constans és Constantinus viszályában az utóbbi maradt alul, majd Constans és Constantius polgárháborúja csak azért maradt el, mert Constanst Flavius Magnus Magnentius meggyilkolta. Az augustusok közti és a trónbitorlók elleni polgárháborúk lezárultával csak II. Constantius maradt talpon, aki egyeduralkodóként Mediolanumba (ma Milánó) tette a székhelyét.
Iulianus 338-ig valószínűleg Nicomedia városában élt, ahol nevelője és gyámja anyai rokona, az ariánus Eusebius, Nicomedia püspöke volt. A gyermekek valószínűleg ariánus nevelést kaptak. Eusebius 338-tól haláláig, 341-ig Konstantinápoly püspöke lett – Hitvalló Pál püspök száműzetése után –, ekkor valószínűleg Iulius Constantinus ifjabb fiai is ott tartózkodtak, bár ez bizonytalan. 341 után Macellumban, egy félreeső cappadociai városkában éltek, továbbra is felügyelet alatt. Tanítói között nagy nevek tűnnek fel, mint a rabszolga filozófus Mardonius, a grammatikus-rétor-filozófus Nicocles és a kiváló szónok, Hecebolius. Testvére, Gallus Ephesusban élt 346-tól. Iulianus saját leírása szerint már Eusebius mellett is olvasta Libanius, a retorikatanár előadásainak szövegét, aki a klasszikus vallás híve és több misztérium beavatottja volt. Később Libanius személyesen is tanította.

## Kamaszkor: elfordulás a kereszténységtől

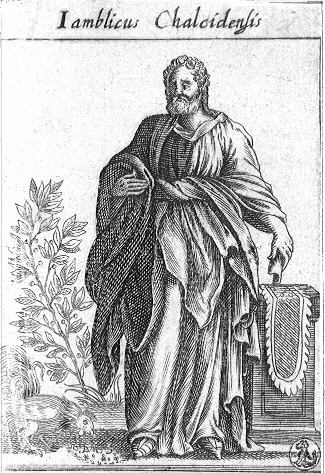
Iamblikhosz

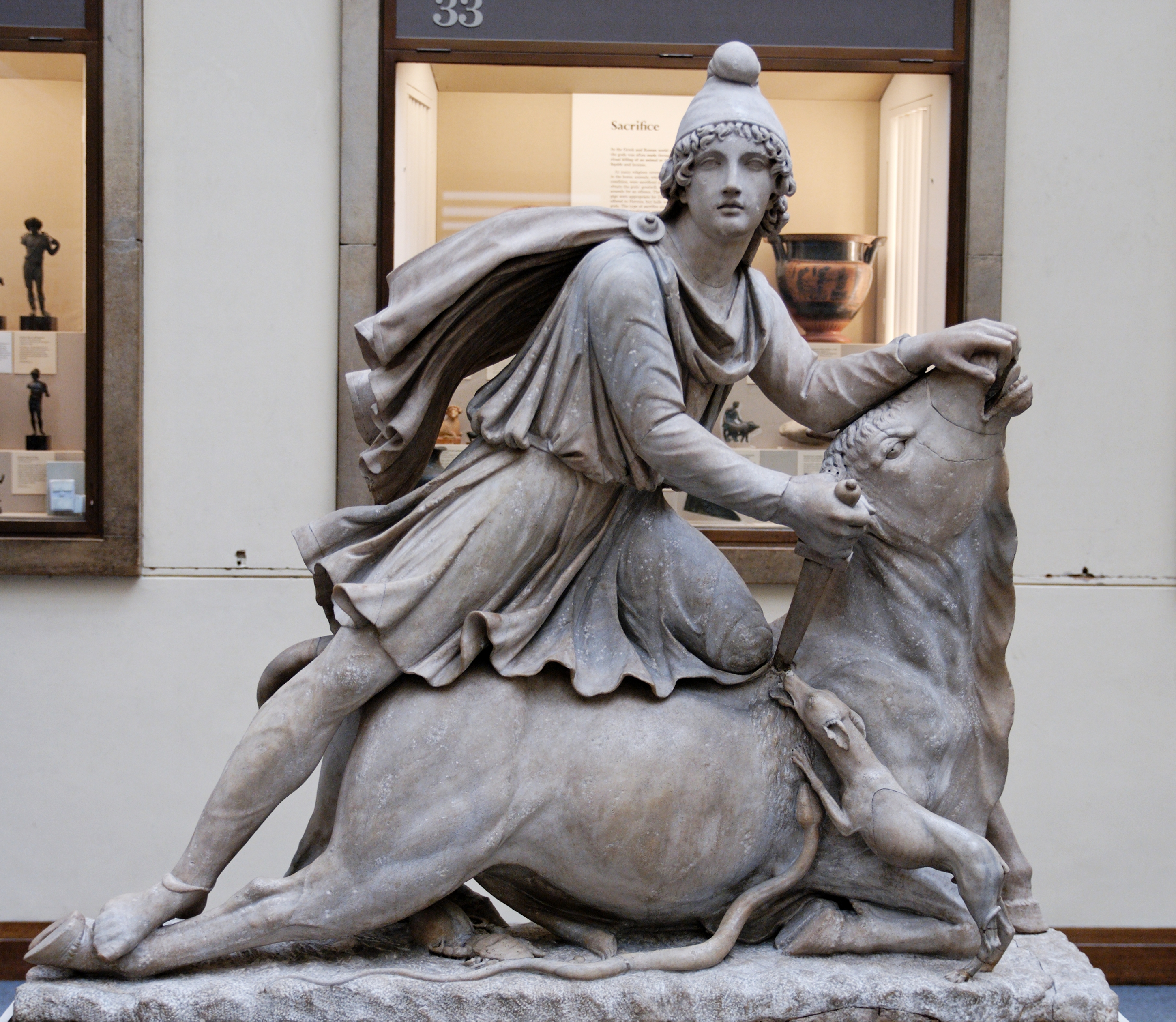
Iulianust egyes adatok szerint már 351 márciusában Maximus segítségével beavatták Mithrász misztériumaiba.

II. Constantius – utolsó testvére, Constans 350-ben bekövetkezett halála után – 351-ben caesarrá emelte Flavius Constantius Gallust, Iulianus bátyját, és a birodalom keleti részeinek felügyeletével bízta meg és a lázadó Júdea ellen küldte. Ugyanebben az évben Iulianus Nicomediába, Pergamonba, majd Ephesusba utazott, ahol a neoplatonikus Iamblikhosz-követő filozófus, Aedesius tanítványa lett, és itt találkozott először az életében a későbbiekben nagy jelentőségre szert tevő Maximusszal is.
A kutatók egy részének véleménye szerint Iulianus az ephesusi élmények hatására már 351-ben végleg szakított a kereszténységgel. Egyes adatok szerint már 351 márciusában Maximus segítségével beavatták Mithrász misztériumaiba. Ugyanakkor a „Hérakleiosz ellen” című vitairatban Iulianus azt állítja, hogy Szalusztiosz ismertette meg Iamblikhosz műveivel, viszont Szalusztiosszal csak jóval később találkozott Athénben.
A keresztény hitet talán csak ezután hagyta el, de az is lehet, hogy életét féltve színlelt. Későbbi műveiben Iulianus gyakran említette, hogy korán megtanították gondolatai elfedésére. Egy ilyen lépés nem egyik pillanatról a másikra történik, ezért mindenképp jóval korábbi előzményeket kell feltenni, többek között a 341 előtt tanulmányozott újplatonikusok – Iamblikhosz(?), Plótinosz, Porphüriosz – hatását. A történészek a legkülönbözőbb időpontokat jelölik meg a „hitehagyás” dátumául, és a mai napig nincs konszenzus arra vonatkozóan, hogy mindig is kényszerkeresztény lett volna, vagy ha nem, akkor pontosan mikor és miért fordult el a kereszténységtől. A döntés egyik lehetséges hátteréről maga Iulianus így ír:
Nincs az a vadállat, amely annyira ellenséges lenne az emberhez, mint általában a keresztény szekták egymáshoz.
354-ben bátyját, Gallust egy polai bíróság halálra ítélte, miközben Mediolanumba tartott II. Contstantiushoz. Gallus kivégzése után – 354-ben és 355-ben – szigorú őrizetben élt, minden lépését megfigyelték, és csak központilag kijelölt lakhelyeken tartózkodhatott. Iulianus félt, hogy Constantius őt is megöleti, ezért – néhány későbbi forrás szerint – kolostorba vonult, ahol buzgó keresztény vallásosságot mutatott, és lectorrá szentelték. Más történészi álláspont szerint eleve papnak szánták, és Gallus caesarrá emelésével párhuzamosan ezt az elképzelést is végrehajtották, függetlenül attól, hogy Iulianus erről mit gondolt.
Constantius ingadozott, hogy kivégezze-e őt is vagy sem, de szerencséjére a legmagasabb körökből akadt védnöke: Flavia Eusebia, Constantius második felesége. Erről Iulianus így írt egy későbbi levelében: „Hét hónapon keresztül Constantius parancsára különböző helységekben kellett élnem, szigorú őrség mellett. Nem akart szabadon engedni. Nem kerültem volna ki kezei közül, ha nincs valamelyik isten kegyelme. Ez érte el számomra a gyönyörű és jó Eusebia császárné szívélyességét.” Iulianus két művében is megemlékezik Eusebiáról: az egyik az athéniekhez írt levele, a másikat még 357-ben írta, a Dicshimnusz Eusebiához címűt.
Eusebia közbenjárására oldottak az őrzésének szigorúságán, és szabadabb életvitelt folytathatott, így talán már 355-ben beavatták az eleusziszi misztériumokba, és ugyanebben az évben Athénben Priszkoszt hallgatta. Itt ismerkedett meg a szintén filozófiahallgató Grégoriosszal (Gregorius), a későbbi I. Gergely pápával és Baszileiosszal (Basilius), a későbbi egyházatyával, Nagy Szent Vazullal, a keleti típusú szerzetesség egyik kialakítójával. Iulianus halála után az őt ilyen módon jól ismerő két egyházatya a legsúlyosabb kritikákkal illette egykori tanulótársukat. Ma már nem dönthető el azonban, hogy ebből mennyi a tény, és mi az, ami csak a kereszténységet visszaszorítani kívánó, de korai halála miatt elbukott filozófus császár utólagos befeketítéséről szólt.

## Iulianus caesar

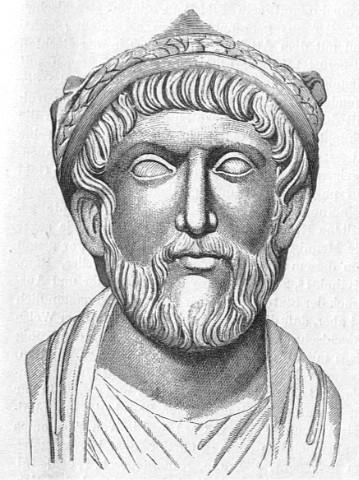
Iulianus mint pontifex maximus, fején papi diadémmal. Ő maga mutatta be az áldozatokat, és szinte aszkéta életet élt.

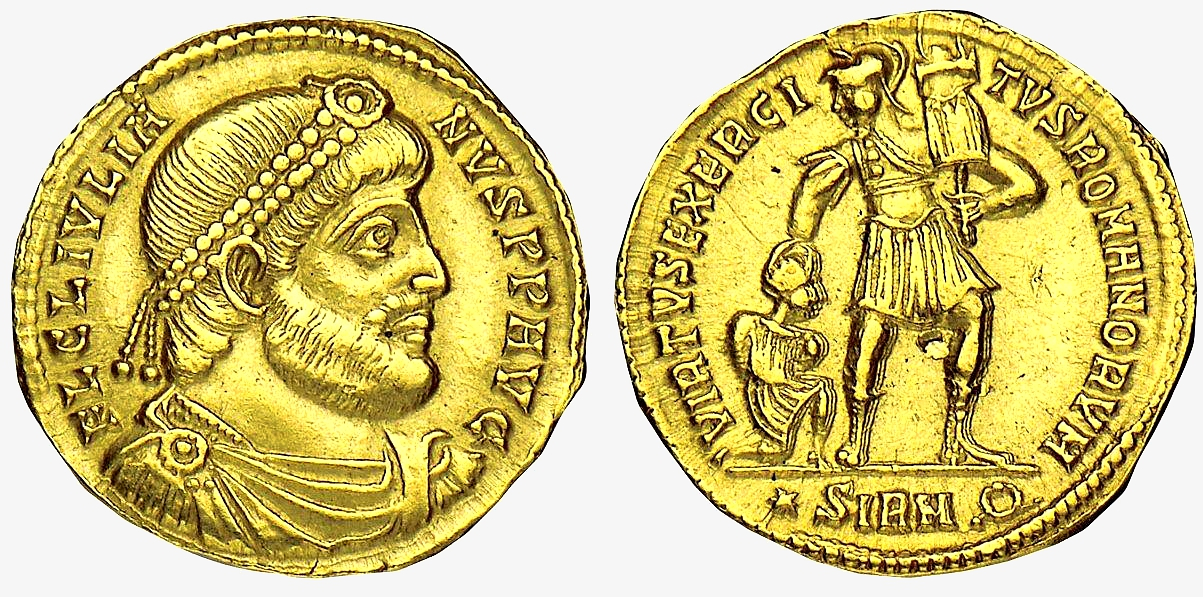
Iulianus solidus verete. A pénzérme egyik oldalán Iulianus portréját ábrázolja. Körirata: FL CL IVLIA-NVS P P AVG (FL = "Flavius", CL = "Claudius", P P = Pater Patriae "A haza Atyja" AVG = "Augustus"). Másik oldalán Virtus maenadon az erény védnöke. Körirata: VIRTVS EXERCI-TVS ROMANORVM.

### Berendezkedés Galliában (355)
Iulianus galliai éveit elsősorban Ammianus Marcellinus „Res Gestae” című munkájából ismerjük, rajta kívül Iulianus saját írásai szolgálnak némi támpontul, valamint Libaniosz és Priszkosz levelezése.
A perzsa Szászánida Birodalommal újra fellángoló harcok megkívánták a császár jelenlétét a keleti provinciákban, Gallia szerte pedig a frankok és alemannok folyamatos betörései miatt uralkodott zűrzavar, újabb caesar kinevezésére volt szükség. A germánok azért voltak Galliában, mert Constantius Magnentius ellen kérte a segítségüket, és aztán ott maradtak. Constantius 355 őszén Mediolanumba rendelte Iulianust, és november 6-án caesarrá nevezte ki. Iulianus az odaúton felkészült a kivégzésre és a kinevezésre is, mert bármelyik következhetett. Constantius hozzáadta húgát, Helenát a családi kötelékek erősítése érdekében, az esküvő november 13-án volt. Hozzájárult kinevezéséhez Claudius Silvanus lázadása is, akit katonái császárnak kiáltottak ki, és a rebellió elfojtásához is szükséges volt az „alcsászár” kinevezése. Igaz, hogy Silvanust 28 nap múlva saját katonái megölték. Nyomós érv volt még a nyugati térség erősítésére a 355-ös gót betörés, amelynek visszaverésére indított hadjáratban a később fontos szerepet játszó Arintheus is feltűnt, mint tribunus. Constantius elgondolása szerint Iulianus tapasztalatlan politikusként és hadvezérként előbb-utóbb vereséget szenved Galliában, és akkor nem marad több trónkövetelő rokon a birodalomban.
Iulianus maroknyi ember élén hagyta el Mediolanumot, ezek többsége sem katona volt. Köztük volt például Martinus Turonensis. Tényleges hatalmat gyakorlatilag nem kapott, személye inkább csak a császár és a császári család képviseletét jelentette Galliában. Első tartományi székhelye Viennensis (ma Vienne) városban volt. Első számú tisztviselője Saturninius Secundus Salutius (nem tévesztendő össze Sallustiusszal – Szalusztiosz –, aki szintén Iulianus barátja és újplatonikus író) volt, és akit katonai tanácsadóként rendeltek mellé.
Az elkövetkező öt év során – 356-tól és 360-ig – Iulianus több hadjáratban megverte a frank és alemann törzseket, és sikerült újjászerveznie a káoszba fulladt nyugati tartományokat.

### Első germán-hadjárat (356)
Első hadjáratát 356. június 22-én indította a germánok ellen, 26-án 12 000 fős seregével felszabadította Augustodonum (ma Autun) városát, majd Antissiodorum (ma Auxerre) és Augustobona (ma Troyes) következett. Remi (ma Reims) volt a végállomás, ahol a következő hadjárat hadereje gyülekezett, amely Constantius parancsára Colonia Agrippina (ma Köln) ellen kellett induljon. Az őszi hadjárattól nagyon tartottak, mert jelentős germán haderőt sejtettek, ám meglepően gyors és sikeres volt; egyetlen rövid ütközettel foglalta vissza várost. A rákövetkező telet Agedincumban (ma Sens) töltötte, a szenonok területén.

### Argentoratum (357)
357 tavaszán Barbatio, az egykor Gallust letartóztató tiszt csapatait várták, amikor újabb germán betörésekkel kellett szembenézni. Barbatio azonban késlekedett, amelynek szándékosságát mutathatja, hogy minden olyan tisztet megbüntettek, aki mégis megérkezett Galliába – kivéve a lovasság parancsnokát, Valentinianust. Barbatiót 359-ben összeesküvés miatt kivégeztette II. Constantius.
Katonái rövid idő alatt megszerették a filozófus-császárt. Az augusztus 14-i argentoratumi (ma Strasbourg) alemannok ellen vívott győztes csata után – ami döntő fordulat volt a Rajna menti harcok menetében – már augustusszá akarták kikiáltani. Ekkor még visszautasította a címet, de ez az esemény gyanakvóvá tette II. Constantiust.
Ebben az évben kapta kinevezését Flavius Florentius praetorianus praefectus, akit Iulianus ellenőrzésére, felügyeletére küldtek Galliába. Florentius ezután részletes jelentéseket küldött Iulianusról Constantiusnak. Florentius érkezésével Iulianus tényleges hatalma egy időre csökkent.
Ebben az évben tavasszal felesége, Flavia Helena újra várandós lett, és Eusebiával együtt Rómába utazott. Ammianus Marcellinus szerint – aki egyebekben elragadtatottan írt Eusebiáról – Eusebia ekkor vetélést okozó mérget adott be Helenának, mivel nem akarta, hogy az ő terméketlensége miatt Iulianusnak előbb szülessen örököse, mint Constantiusnak. Ez a vetélés annál is fájóbb volt Iulianus számára, mert egy évvel korábban egészséges fiúgyermeke született, aki a bába hibájából egy napos korában meghalt. Mindezek egyszerű vádaskodások és találgatások is lehetnek Ammianus Marcellinus részéről, de jól mutatja azt a gyanakvó légkört, ami akkoriban az augustusi és caesari udvarban honolt. Ténynek tűnik, hogy Helena két terhessége után Iulianusnak még mindig nem volt örököse.

### Lutetia (358)
A 357–358-as téli szállás Lutetia (ma Párizs) városában volt, ahol egyelőre összesen három hetet töltött, de annyira megkedvelte, hogy a száli frankok elleni győztes hadjárat után ide helyezte át a székhelyét. Ennek több oka volt: egyfelől a germán veszély ellen innen lehetett a legtöbbet tenni, másfelől távol lehetett Viennensistől és Florentiustól. Népszerűségét növelte, amikor a Constantius által nemrégiben mellé kinevezett praetorianus praefectus több adónövelési és új adóformák bevezetésére vonatkozó követelését elutasította. Sőt a császári udvar megrökönyödésére adócsökkentést hajtott végre, ami jót tett az adómorálnak, minden korábbinál több adó folyt be.
A 358-as évben folytatott hadjáratok során a mai Belgium területén háborúzott. Tungrorumnál (ma Tongres) és a Rajna torkolatvidékén vívott csatákat. Caesarhoz hasonlóan pontonhidat veretett a Rajnán és átkelt Germaniába. Ahol megjelent csapataival, ott vagy erővel, vagy tárgyalásokkal, de rendet tett. Mindezt úgy, hogy a hadviselésre alig kapott pénzt Constantiustól.

### Alemann-hadjárat (359)
359-ben újra az alemannok ellen kellett büntetőexpedíciót vezetnie, aminek eredménye hét város visszafoglalása, a régi római erődök és erődített őrhelyek helyreállítása és békekötés lett. Bingiumban (ma Bingen) érte a hír a Szászánida Birodalom hadüzenetéről, Amida (ma Diyarbakır) ostromáról és Constantius hadbaszállásáról, majd Amida elestéről. Ekkor kapta a parancsot, hogy győztes csapatait irányítsa keletre. A telet újra Lutetia városában töltötte.

## Polgárháborús helyzet

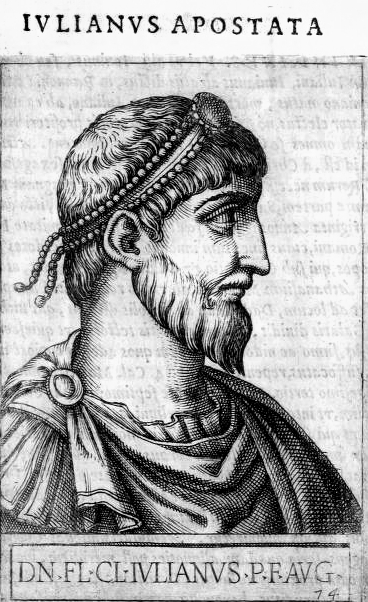
Iulianus császár portréja, Giovanni Battista Cavalieri Romanorum imperatorum effigies, Roma című, 1592-ben megjelent művéből

Constantius a veterán galliai légiók keletre menetelését rendelte el a perzsa háború ürügyén, megfosztva Iulianust legharcképesebb csapataitól. Ezt a taktikát másodszor alkalmazta, hat évvel korábban Gallus caesar antiochiai csapatait vonta el a lázadás megakadályozására, ami akkor sem jól sült el. Constantiusnak 360-ban valójában nem volt szüksége Iulianus csapataira. Hatalmas haderővel rendelkezett, II. Sápúr pedig visszavonult Ktésziphónba az öt meghódított provincia birtokában. Talán az vezette erre a rendelkezésre, hogy a galliai caesarnak ne maradjon ereje hátba támadni őt, amíg keleten hadakozik. Ez a változás, a Iulianus felé nyíltan megnyilvánuló bizalmatlanság talán kapcsolatba hozható azzal, hogy második felesége, Flavia Eusebia – aki Iulianus védnöke volt eddig – körülbelül ebben az időben meghalt. De nem Iulianus lázadt fel császára ellen, hanem a légiók tagadták meg a keletre menetelést. Katonái nagy része kelta származású volt, akik sem hazájukat, sem Iulianust nem kívánták elhagyni. Iulianust 360. február 12-én Lutetiában augustussá kiáltották ki, Florentius pedig hamarosan elmenekült Viennensisből.
Iulianus jelentette az eseményt II. Constantiusnak, ecsetelve azt a körülményt, hogy szándéka ellenére történt a pajzsra emelés. A légiók hűségére hivatkozva próbálta elfogadtatni Constantiusszal az eseményt, és kompromisszumos megállapodást javasolt, miszerint hagyja jóvá a címemelést és a légiók vezénylését vonja vissza, ez esetben további lépések nem lesznek ellene. Constantius ezzel szemben azt követelte, hogy mondjon le minden címéről, ennek fejében magánemberként garantálja sértetlenségét. Constantius még Caesareában vesztegelt, ahol a perzsa hadjárathoz összegyűjtött hadserege állomásozott. Ezért a követjárások hosszú időt vettek igénybe. Constantius nem mozdulhatott keletről, mert minden pillanatban Sápúr támadását várta. A korábbi galliai majd illíriai praetorianus praefectust, Florentiust 361-ben consullá nevezte ki.
Eközben Iulianus sem vesztegette az idejét, júliusban hadjáratot vezetett egy frank nép ellen, az utolsó olyan törzs ellen, amely még veszélyeztethette volna Gallia biztonságát. Ezután Besontión (ma Besançon) keresztül Viennensisbe vonult téli szállásra, október elején érkezett oda. Constantius közben megerősítette II. Arsak örmény királlyal kötött szerződését és feleségül adta hozzá a kéznél lévő legközelebbi rokonának, Flavius Ablabius praetori praefectusnak (a 331. év consulja) lányát, Olympiast, Constans egy évtizeddel korábbi menyasszonyát. Olympias még abban az évben meghalt, állítólag mérgezés következtében. Az elhúzódó örmény tárgyalások miatt csak a hadászati szezon végén indult meg seregével, és egyetlen város sikertelen ostroma után hazaindult.
A két fél közötti tárgyalások kudarcba fulladtak. Iulianus felesége, Helena, valamikor a légiók lázadása és a nyílt polgárháború közöttre tehető időpontban meghalt: halála után már gyakorlatilag reménytelen volt a kiegyezés, hiszen az utolsó kapocs is megszakadt a két uralkodó között. Constantius a II. Arsakkal folytatott levelezésében egyébként is kifejtette, hogy Iulianus csak addig marad Galliában úr, amíg a perzsa hadjárat tart, mert utána rögtön leváltja az általa tehetségtelennek vélt rokont. Ez valószínűleg egyben Iulianus halálos ítéletét is jelentette.
Iulianus 361. július 3-án indult meg Constantius ellen, ezzel megkezdődtek a hadműveletek. Galliából Augustodunensem (ma Augst) felé indult a főerőkkel, és Illíriáig nyomult előre a Duna völgyében. Iovinus vezetésével egy hadoszlop Itália felé haladt, és elfoglalta Constantius székvárosát, Mediolanumot. Nevittával az élen Raetia felé pedig egy harmadik hadoszlop tartott. A hadoszlopok megindulásának hírére Florentius Konstantinápolyba menekült.
A döntő összecsapás elmaradt, miután a belső krízis hatására a perzsákkal békét kötő, és Antiochiából erőltetett tempóban visszatérő Constantius megbetegedett és meghalt az út során. Halála előtt Constantius elismerte jogos örökösének Iulianust, mivel törvényes utódja nem volt, és az általános constantiusi családirtás után már nem volt más élő rokona. Iulianus november folyamán már Dacia Inferior provinciában tartózkodott, amikor egy kikötő elfoglalására küldött seregteste átállt Constantius oldalára. Stratégiailag előnytelen pozícióba került, mert Constantius ezután bármikor tehetett volna partra a hátában hadsereget. November 20-án kapta meg a hírt Constantius haláláról, amikor éppen Naissus (ma Niš) városában, Moesia Superiorban türelmetlenül várta itáliai légióit, hogy segítséget nyújtsanak a kényes helyzetben. Konstantinápolyba 361. december 11-én érkezett meg.

## Iulianus augustus

### Államszervezés

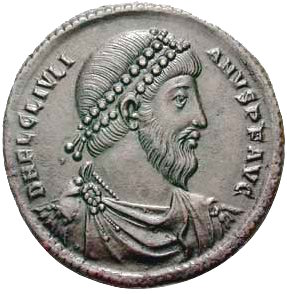
Iulianus arcmásával vert római pénz.

Uralkodóként első dolga az volt, hogy megszervezze elődje temetését. Szinte azonnal hozzálátott az államigazgatás átszervezéséhez is. A fontosabb pozíciókba saját embereit nevezte ki, bár új barátokra is szert tett, mint például a 361-ben megismert Sextus Aurelius Victor. A korábbi bürokratikus államszervezet leépítését azonnal megkezdte, először a palota udvaroncait bocsátotta el. A katonákat megnyugtatta, de még decemberben kivégezték Constantius néhány befolyásos belső emberét, köztük a leghírhedtebb Eusebius eunuchot és Paulus Catena jegyzőt, akinek nem véletlenül volt „A lánc” az elterjedt gúnyneve. Egy külön bíróságot állított fel Chalcedonban a korábbi tisztviselők ügyeinek kivizsgálására, különös tekintettel a bátyjának halálát okozó polai bíróság működésére. A bátyját elítélő és kivégző bíróság tagjait vagy halálra ítélték (Eusebius), vagy száműzték (Apodemio), mivel Gallust Constantius tulajdonképpen kegyelemben részesítette, de azok nem vettek tudomást arról. Florentiust távollétében ítélték halálra, és ez az utolsó történeti adat róla. A constantiusi titkosszolgálat két korábbi tagja besúgta, hogy Florentius hol bújkál, de Iulianus nem volt hajlandó foglalkozni velük – sőt megfeddte őket az árulásukért – és Florentiust nem kerestette tovább az ítélet ellenére. Hasonló Lucillianus esete, akit letartóztattak, de nem ítéltek el és Iovianus alatt később folytatta katonai karrierjét.

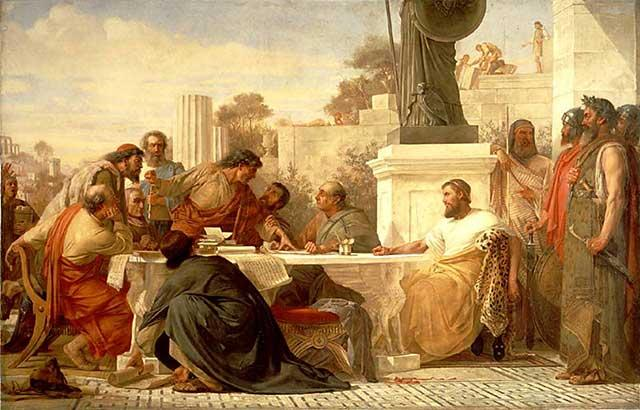
Edward Armitage (1875): Iulianus császár egy asztal mellett elnököl keresztény szekták képviselőinek hitvitájában

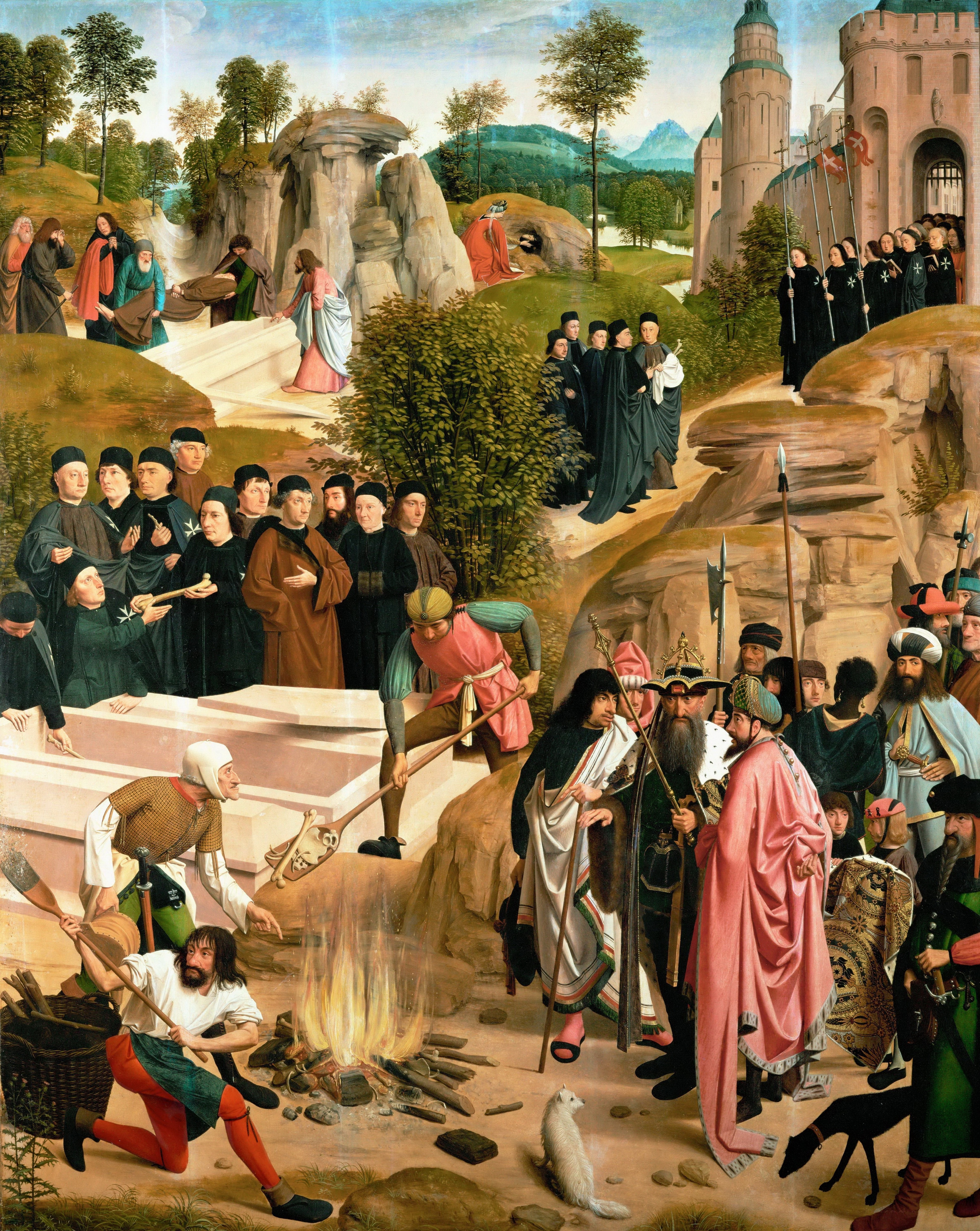
Julianus „Apostata” elégeti Keresztelő János csontjait (1484). A festmény témáját az adja, hogy az óegyház egyes szerzői szerint Iulianus elrendelte, hogy ássák fel Keresztelő János sírját, földi maradványait keverjék el különféle állati csontokkal, és égessék el azokat.

Claudius Mamertinus gall szenátor, az általa kinevezett consul mondta el Iulianus „székfoglalóját”, amelyben az új császár uralkodását egy új aranykor kezdetének nyilvánította. A praetorianusok praefectusa régi barátja, Saturninius Secundus Salutius lett. Iulianus több téren is szakított elődei politikájával: a kormányzatban igyekezett visszatérni a Diocletianus előtti hagyományokhoz és valamelyest visszaállítani a senatus megkopott dicsőségét, másrészt a Constantinus és utódai által szorgalmazott keresztény hit helyett a többistenhitet támogatta. A Diocletianus által bevezetett, keleti származású uralkodói szokásokkal nagyobbrészt felhagyott; a fényűző uralkodói palota személyzetének nagy részét elbocsátotta, elutasította a dominus címet. A principatus hagyományaihoz igyekezett visszatérni, a négy évszázaddal korábbi uralmi formák voltak az eszményképei, amely a szenátus, a nép és a császár együttműködésével valósul meg.
Célja volt a korrupció felszámolása, hatékony közigazgatási rendszer kiépítése, postahálózat létrehozása, az igazságszolgáltatás reformja. E törekvéseit még néhány keresztény szerző is elismeréssel említi. Megszüntette a hivatalok vásárlásának rendszerét, azokat érdemekhez kötötte. Csökkentette az adókat, a régi adótartozásokat teljesen elengedte.

### Vallási restauráció
I. Constantinus és közvetlen utódai alatt a kereszténység az addig megtűrt és néha üldözött státuszból támogatott vallás lett. Ekkor a kereszténység még nem emelkedett államvallás szintre (csak I. Theodosius római császár idejében lett az). A régi vallások híveit hamarosan támadások érték, templomaikat elfoglalták vagy lerombolták – később Iulianus azon rendelete, miszerint a keresztényeknek vissza kell adni minden általuk használt ősi templomot, és csak azokat tarthatják meg, amiket saját maguk építettek, óriási felháborodást váltott ki –, isteneik szobrait szétverték, helyenként még pogromokra is sor került, vagyis a kereszténység rögtön úgy kezdett el viselkedni, ahogyan azt mélyen elítélik a megelőző korok császárai esetében. Sőt, alighogy szabad vallásgyakorlatot kapott a kereszténység, szektái rögtön egymásnak estek, és kíméletlenül számoltak le az aktuálisan elfogadott fővonaltól eltérő „eretnekekkel”. Iulianus célja, hogy a korábbi néhány évtized alatt elnyomott pogány kultuszok újra egyenrangúak legyenek a kereszténységgel, hogy ezután spontán módon éledjen újra az ősi vallások gyakorlása. Iulianus a kereszténységet ateizmusnak tekintette, hiszen tagadta az emberiség összes többi istenének létét.
A keresztény széthúzás kihasználása és a kereszténység ideológiai összezavarása céljából jó érzékkel használta fel a szektásodó vallási irányzatokat. 361-re gyakorlatilag két önálló keresztény egyháztest alakult ki, az ariánusok és az ortodoxia követői. Iulianus az arianusok élére a niceanista Meletius püspököt hívta vissza a száműzetésből, akit az arianusok rövidesen elhagytak. Ugyanakkor a paulinisták sem fogadták el Meletiust, ami tovább gyengítette az egyház szervezett fellépéseit. „Nyugaton az eustathiánusokat (paulinisták) tartották ortodoxnak, keleten Meletiust…, és volt még egy apollinárius egyház is Vitalis vezetésével”. A tolerancia elvét a kereszténységen belüli nézeteltérésekre is vonatkoztatta, így tilossá vált a különböző szekták elnyomása is, a keresztény hitviták kisebbségi véleményét sem lehetett tovább üldözni.
Az indulatok gerjesztéséhez hozzájárult, hogy a constantinusi állam, amely nem volt deklaráltan keresztény – még nem volt államvallás és kizárólagos –, a régi vallások papjainak és templomainak kiváltságait megvonta, miközben a keresztény egyház kiváltságolása folyt, mint az adómentesség és bizonyos püspöki bíráskodási jogok adományozása. Így bár hivatalosan vallási türelem volt érvényben, ezt a pogány hitekre nem alkalmazták. Ezzel vallásegyenlőség helyett pozitív keresztény diszkrimináció kezdett kialakulni. A legfontosabb állami tisztségeket folyamatosan növekvő számban keresztények kezdték betölteni.
Iulianus ezt az elődei idején rövid idő alatt kialakult privilegizált állapotot akarta megszüntetni, valamint a régi vallás és a régi erkölcsi értékek rehabilitálását kísérelte meg. Ezért uralkodása elején egyetemes toleranciát hirdető ediktumot adott ki. Ennek része volt a keresztény egyház adómentességének és a püspökök bíráskodási jogának megszüntetése. A keresztények elleni fellépése három, időben elkülönülő szakaszra tagolódik. Először a vallás és a társadalmi szférák összefonódását szüntette meg azzal, hogy a hadsereg és a közigazgatás vezető tisztviselői posztjait nem tölthették be keresztények. Hite gyakorlásáért senkit sem ért retorzió sem ekkor, sem később. Csak a kereszténység pozitív diszkriminációját szüntette meg, minden őt ért ideológiai támadást – saját korában és később is – ezért kapta, keresztényüldözésnek beállítva a vallási egyenjogúságot.
Toleranciáját azonban a keresztény írók kihasználták és heves ellentámadásba mentek át. Iulianusról saját korának keresztény irodalma tiszteletlenül és támadó éllel beszélt. Híres 362-es ediktumában – amelyben az antik filozófia, irodalom, retorika és grammatika oktatását szabályozza – a közhiedelemmel ellentétben egyáltalán meg sem említi a kereszténységet. Érvei szerint az irodalmi művek és a tudományok nem értelmezhetők olyan emberek számára, akik nem osztják a bennük foglalt világnézetet és tagadják az ott szereplő istenek létét. Ezzel a keresztények kizáródtak a klasszikus tudományok oktatásából. Iulianus szerint a Biblia szó szerinti értelmezése abszurd, ezért annak megértéséhez a keresztényeknek is a görög filozofikus gondolkodáshoz kell fordulni. Ez esetben viszont kisajátítják a görög filozófiát, miközben éppen azt próbálják tagadni. Ezért vonta meg tőlük a klasszikusokat, hogy boldoguljanak a görög filozófia nélkül a saját írásaikkal, és lássa meg a világ, mire mennek úgy.
Ez a rendelkezése a keresztény lakosság körében szintén felháborodást váltott ki, a keresztények a vallásukkal szembeni tolerancia szükségességére hivatkoztak. Ezt az ediktumot azonban később sohasem hatálytalanították, sőt a Codex Theodosianus változatlanul átvette és alkalmazta – csak most már a pogány rétorok ellen. Ezúttal nem merültek fel a kereszténység részéről etikai jellegű problémák. A vallás és a hatalomgyakorlás összekapcsolódásában Iulianus figyelemre méltóan hasonló elveket vallott, mint Iohannes Chrysostomos, csak a másik oldalról szemlélve.
Helyreállította a régi vallás papi szervezeteit. Szerte a birodalomban nagy léptékű építkezések kezdődtek a lerombolt pogány templomok helyreállítására, ami az akkor még létező tömegigényt elégítette ki. A keresztény egyház hatalmas anyagi veszteségeket szenvedett, hiszen legtöbb templomuk a régi vallások temploma volt eredetileg, amelyet kisajátítottak. Ettől kezdve saját költségükön építhettek maguknak templomot.
Írásaiban Iulianus filozófiai téren igyekezett aláásni a keresztény vallást a zsidók – mint keresztény előkép és alapvallás – előtérbe helyezésével. Nagyon jól ismerte a zsidó kultúrát és vallást, amelyről utalások olvashatók a Contra Galilaeos című vitairatában. Ebben beszél a zsidók theurgiai jártasságáról, vagyis arról a tudományról, amely képes mágia útján egy szellemi lényt rávenni arra, hogy valakire rákényszerítsük akaratunkat. Iulianus ebben az írásában a kereszténységet, mint a judaizmus szektáját („eretnekségét”) ítélte veszélyesnek. Uralkodását megelőzően rendeletek jelentek meg a zsidók ellen, ezekben megszigorították polgári szabadságjogaikat, nem engedélyezték új zsinagógák építését, és nemegyszer megtörtént, hogy fanatikus keresztények zsinagógákat dúltak fel. Iulianus azonban, aki a régi vallások újjáélesztésére törekedett, javított a zsidók helyzetén. Ugyanebben a műben fogalmazta meg, hogy ha a keresztények nem fogadják el a Biblián kívüli művek ihletett voltát, akkor maradjanak is a saját Bibliájuknál és értelmezzék azt szó szerint, ne foglalkozzanak a korábbi hagyományok értelmezésével. A Contra Galilaeos fő mondanivalója, hogy a kereszténység az antik gondolkodás nélkül csak egy galileai illetőségű zsidó szekta, nem egyetemes vallás.
Iulianus a Titus által lerombolt jeruzsálemi templom újjáépítését is megkísérelte – mivel keresztény jóslat szólt arról, hogy az sosem épülhet újjá –, ám ez végül nem valósult meg, mert a felhalmozott építőanyagok között tűzvész tört ki, az építkezés leállt, és többé nem indulhatott meg a perzsa hadjárat, majd a császár korai halála okán. Ókori források szerint Iulianus az Antiochiához közel fekvő daphnéi Apollón-szentélyben jóslatot kért, amire ezt a választ kapta:
Mondd meg a császárnak, hogy a mesteri fal lezuhant már, Phoibosz háza enyészik és elpusztult a babérfa, Nincs csevegő forrása, dalos vizei elapadtak
Uralma alatt nem történt véres keresztényüldözés, a keresztényeket a hitük gyakorlásáért nem érte megtorlás vagy üldöztetés. A Constantius alatt hivatalban lévő püspököket száműzte ugyan, de például korábbi tanulótársai, nazianzi Gregorius és Basilius továbbra is háborítatlanul éltek és dolgoztak. Történetírója, Ammianus Marcellinus szerint élvezettel szemlélte a különböző keresztény szekták egymás közti nézeteltéréseit és vitáit, valójában éppen ezek a heves vallási viták voltak azok, amik miatt teljes mértékben eltávolodott a kereszténységtől, és amik miatt összeférhetetleneknek gondolta őket. Ehhez a törekvéséhez tartozik az A galileánusok ellen (Contra Galilaeos) című vitairata is, amelyben éles kritikával illeti a szektásodást és a keresztény szekták egymással szembeni intoleranciáját. Célja volt egy olyan klasszikus egyház létrehozása, ami – hasonlóan a keresztény egyház szervezetéhez – egy hierarchikus rendben kiépülő, a teljes birodalmat átfogó egyház lett volna. Hogy mennyire jutott e célja megvalósításában, azt nem tudni, halála után ezt a tervet rögtön feladták.
Iulianus történeti megítélésének nagy problémája, hogy a történelmet halála után kétezer éven át azok írták, akiknek hatalmi vágyait letörni igyekezett. Életéről igen kevés a megbízható forrás, mert a kortárs keresztény történetírók keresztényüldözésnek állítják be azt, hogy korlátozta vallásuk korábbi kiváltságait, hogy egyenrangúvá tette a többi vallással és semmilyen diszkriminációt nem engedélyezett. Valójában Iulianus alatt a kereszténység semmilyen üldöztetést nem szenvedett, csak visszaszorult. A keresztények dühödt ellenállását tekintve, valamint Iulianus antiochiai ígéretére gondolva lehetséges, hogy a perzsa hadjárat után változott volna a helyzet – bár nem valószínű –, de (leszámítva néhány egészen késői és nyilvánvalóan koholt áltörténetírói adatot) Iulianus életében egyetlen kereszténynek sem esett bántódása a vallása miatt a császár akaratából.

### Külpolitika: perzsa hadjárat

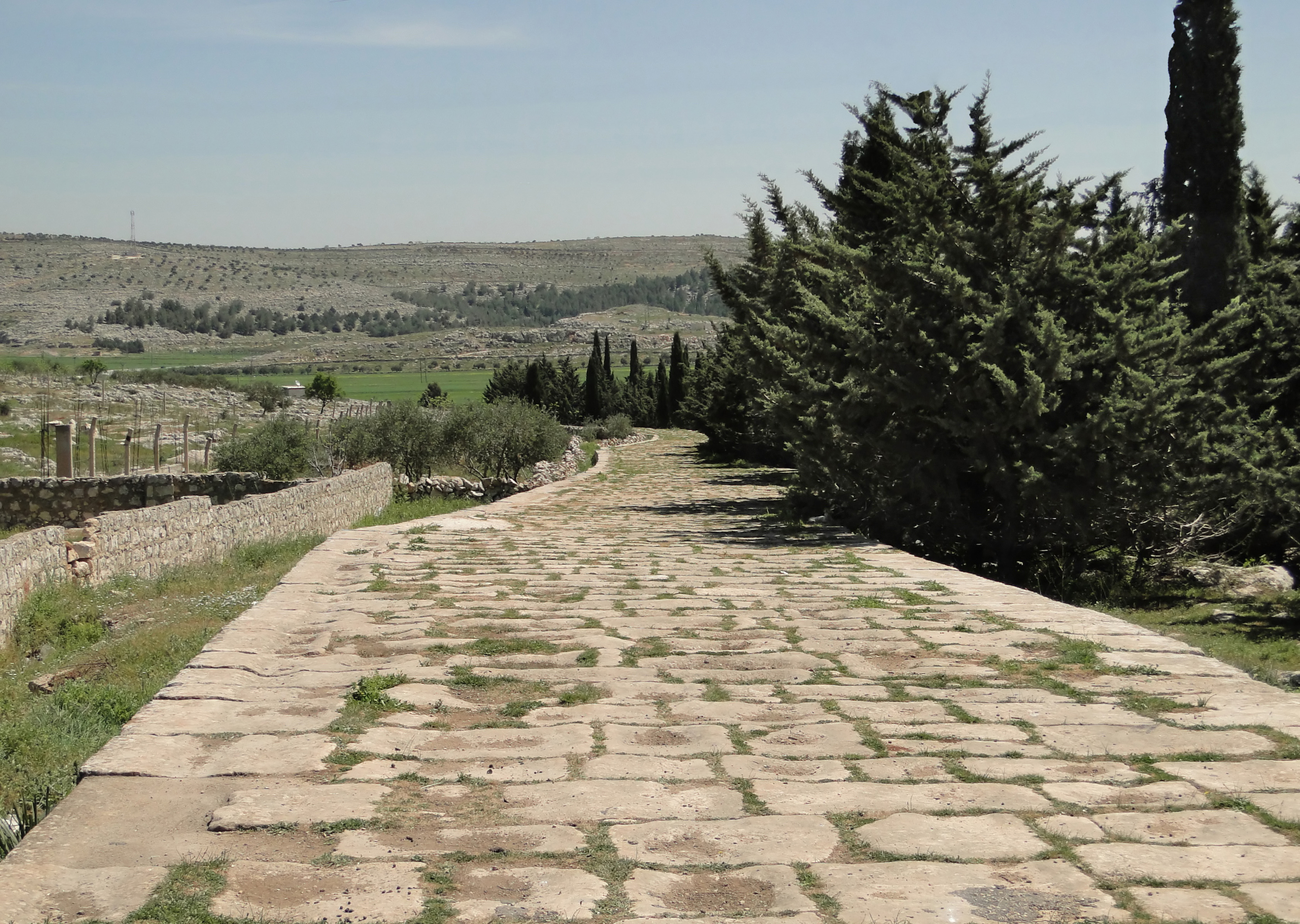
Római hadiút Antiokheia és Iamblikhosz szülővárosa, a szíriai Khalkisz városa között

Iulianus perzsa hadjáratának útvonala.

363-ban Iulianus háborút indított a Római Birodalommal folyamatos konfliktusban álló perzsák ellen. A hadjáratba Iulianust elkísérte udvari orvosa, a bizánci orvosi iskola egyik legjelesebb képviselője, Oribasziosz is. A hadjárat célja ismeretlen, a találgatások sokféle elképzelést hoztak felszínre a történészek között. Van olyan például, aki azt állítja, hogy Nagy Sándor nyomdokaiba kívánt lépni (Gore Vidal 1962-es életrajzi regénye például kifejezetten erre épül). A legközvetlenebb cél valószínűleg Mesopotamia elfoglalása volt, amelyet Traianus foglalt el, majd rögtön utána Hadrianus feladni kényszerült, és attól kezdve Róma és a perzsák állandó ütközőterületévé vált. Túlságosan nagyratörő tervei nem lehettek, mert még elegendő ostromfelszerelést sem vitt magával, ami a Pártus Birodalom régi fővárosánál, a babilóniai Ktésziphónnál bosszulta meg magát, pedig Ammianus Marcellinus szerint Iulianus hadserege egyébként a ballistát és az onagert is használta. A közvetlen casus belli Amida (ma Diyarbakır) elfoglalása lehetett, amelyet Sápúr még II. Constantius alatt, 360-ban vett be, és ennek során a Carus császár 283-as hadjáratán Maximianus által elfoglalt öt provincia is elveszett.
Indulása előtt több hónapot töltött a Római Birodalom harmadik legnagyobb városában, a 150–200 000 lakosú Antiochiában, ahol rövid idő alatt erős ellenérzéseket keltett kormányzati, pénzügyi és filozófiai nézeteivel a helyi keresztények között. A viszályt fokozta az antiochiai élelmiszerhiány, amit Iulianus éppúgy ármaximálással próbált orvosolni, mint annak idején Diocletianus császár és Flavius Constantius Gallus caesar, és éppúgy sikertelenül. Az ármaximálás hatására ismét eltűnt a piacról a maradék gabona is, amit Iulianus közvetlen egyiptomi gabonaimporttal és ingyengabona osztásával próbált kezelni.
Zószimosz adata szerint 65 000 katonával indult a Szászánida Birodalom ellen, ami megfelel annak, hogy ismereteink szerint mennyi katonát állíthatott ki akkoriban a birodalom. Csakhogy Iulianus mintegy 30 000 ember élén unokatestvérét, Procopiust Armeniába, II. Arsak örmény királyhoz küldte, amely seregrész a baljós emlékű Carrhae mellett vált el a főseregtől. II. Arsak Constantius szövetségese és sógora volt, Arsak azonban Iulianus üzenetét követően igen lassan készülődött. E seregtestnek egy északi átkaroló hadművelet lett volna a stratégiai célja, de Procopiusnak nehézségei támadtak Armeniában, ezért egyáltalán nem jutott el a tervezett célokig. Procopiusnak ez a haderő később jól jött a I. Valentinianus és Valens elleni lázadásához, de Iulianusnak így csak 35 000 katonája maradt a perzsiai hadjáratra. Ez a létszám is sok volt azonban a logisztikai lehetőségekhez és az aktuális szíriai élelmiszer-mennyiséghez mérten.
Sikerrel nyomult előre az Eufráteszig, majd a Tigris mentén. Áprilisban elérte a szíriai Dura-Európosz városát, az első római területen kívüli erődített helységet, és megkezdte Mesopotamia és Assyria elfoglalását, egészen Ktésziphónig nyomulva. A kezdeti sikerek után Iulianusnak a terv szerint északról támadó római csapatok – a Procopius-vezette szárny – késlekedése miatt visszavonulást kellett elrendelnie, miközben a perzsák folyamatosan zaklatták irreguláris csapataikkal. Iulianus gyakorlatilag minden csatát megnyert, de a háborút nem nyerhette meg. A császár Maranga közelében egy utóvédharc csetepatéjában vesztette életét, amelybe úgy sietett a hirtelen riadóztatás után, hogy páncélját sem vette fel. Lándzsa szúrta át, és a szemtanúk beszámolója alapján a szúrás a máját érte, kissé hátulról és alulról. A mai napig vita tárgya, hogy ez a harc hevét kihasználó merénylet volt-e, vagy egy perzsa katona érte utol. Halálának körülményei erősen emlékeztetnek Carinus halálára, akit a csata forgatagában, orvul szúrtak le. Az bizonyos, hogy II. Sápúr nagykirálynál egyetlen katonája sem jelentkezett a dicsőséget learatni. A történettudomány leggyakrabban feltett kérdése a bizonytalan esetekben a cui prodest? („kinek használ”). Itt a válasz egyértelmű, ezért egyáltalán nem lehet kizárni a merényletet. Már csak azért sem, mert a perzsák a felperzselt föld taktikáját alkalmazták, és a római sereg a visszavonulás közben éhezett, ezért elégedetlen volt. A sereget ekkor vaskézzel vezette, Ammianus Marcellinus fő művében, „Róma története” című munkájában beszámolt arról, hogy az ősi törvények értelmében azt a tíz katonáját, akik meghátráltak az egyik perzsák elleni ütközetben, előbb megfosztotta rangjuktól, majd megölette őket.
Ammianus Marcellinus azt írta Iulianus császár halálával kapcsolatban, hogy annak külsősége Szókratész halálára emlékeztetett, és halála előtt megható búcsút vett tisztjeitől, akik körülállták az ágyát. A keresztény hagyomány szerint Iulianus haldoklása közben így kiáltott fel: „győztél, galileai” (Vicisti, Galileae!), majd egy marék vért dobott az ég felé. Ez a mondat valószínűleg sosem hangzott el, de a keresztény legendáriumban ez azt jelenti, hogy Iulianus halála pillanatában Jézushoz szólt ezzel. Ezt a motívumot használta fel Henrik Ibsen „A császár és a Galileai” című drámájában, amit Iulianus római császárról írt, akit Apostatának, azaz Hitehagyottnak neveznek.

### Utójáték: katasztrofális béke
Iulianus halála után a római hadvezérek gyűlése a köztiszteletben álló praetorianus praefectust, Saturninius Secundus Salutiust választotta meg augustusnak, aki azonban a történelemben példátlan módon nem fogadta el a megtiszteltetést. Így lett Flavius Claudius Iovianus a kiválasztott jelölt. Valószínűleg azért, mert Victor, Nevitta, Valentinianus, Valens, Dagalaif és Arintheus nem tudtak megegyezni, melyikük legyen császár, így az erélytelen és iszákos Iovianus megválasztásával időt nyertek.
A Tigristől keletre elveszített területek Maximianus 283-as hódításai voltak, és a megtartásuk is kezdettől fogva nagyon komoly erőket kívánt, mert a perzsák újra és újra háborúval próbálkoztak a visszaszerzésükért. Iovianus a II. Constantius alatt a perzsák által visszafoglalt öt provinciát véglegesen átengedte a Szászánida Birodalomnak és harminc évre békét kötött Sápúrral, a békeszerződést Arintheus és Salutius írták alá. A kortársak ezt szégyenletes békének nevezték. A lehető leggyorsabban távozott Konstantinápoly felé. Ezzel biztosította a birodalom keleti határának nyugalmát, megteremtette annak a lehetőségét, hogy az északi germánok ellen fordulhasson a birodalom, mert a Iulianus által pacifikált és nagyrészt legyőzött területen könnyebben és gyorsabban lehetett nagy hadisikereket elérni, mint a szervezett birodalmakkal határos keleti részen. A 365-ös germán (alemann, kvád és szarmata) betörések azért történtek, mert Valentinianus és Valens tudatosan és egyoldalúan felrúgott minden korábbi szerződést és megállapodást ezeken a területeken. Mindkét császár agresszíven hajszolta a katonai dicsőséget és ezt ott keresték, ahol a legkönnyebben juthattak hozzá.
Iovianus első nagy horderejű intézkedése a hadjáratból való visszatérését követően az volt, hogy Antiochiában visszavonta Iulianus keresztényeket érintő vallási rendeleteit. A kereszténység előjogait helyreállította, a pogány vallások gyakorlását pedig betiltotta. Soha nem ért vissza Konstantinápolyba, mert útközben egyik reggel Dadastanában halva találták az ágyában. Erőszakos halálnak nem volt semmi nyoma, valószínűleg füstmérgezést szenvedett.

## A kereszténység győzelme

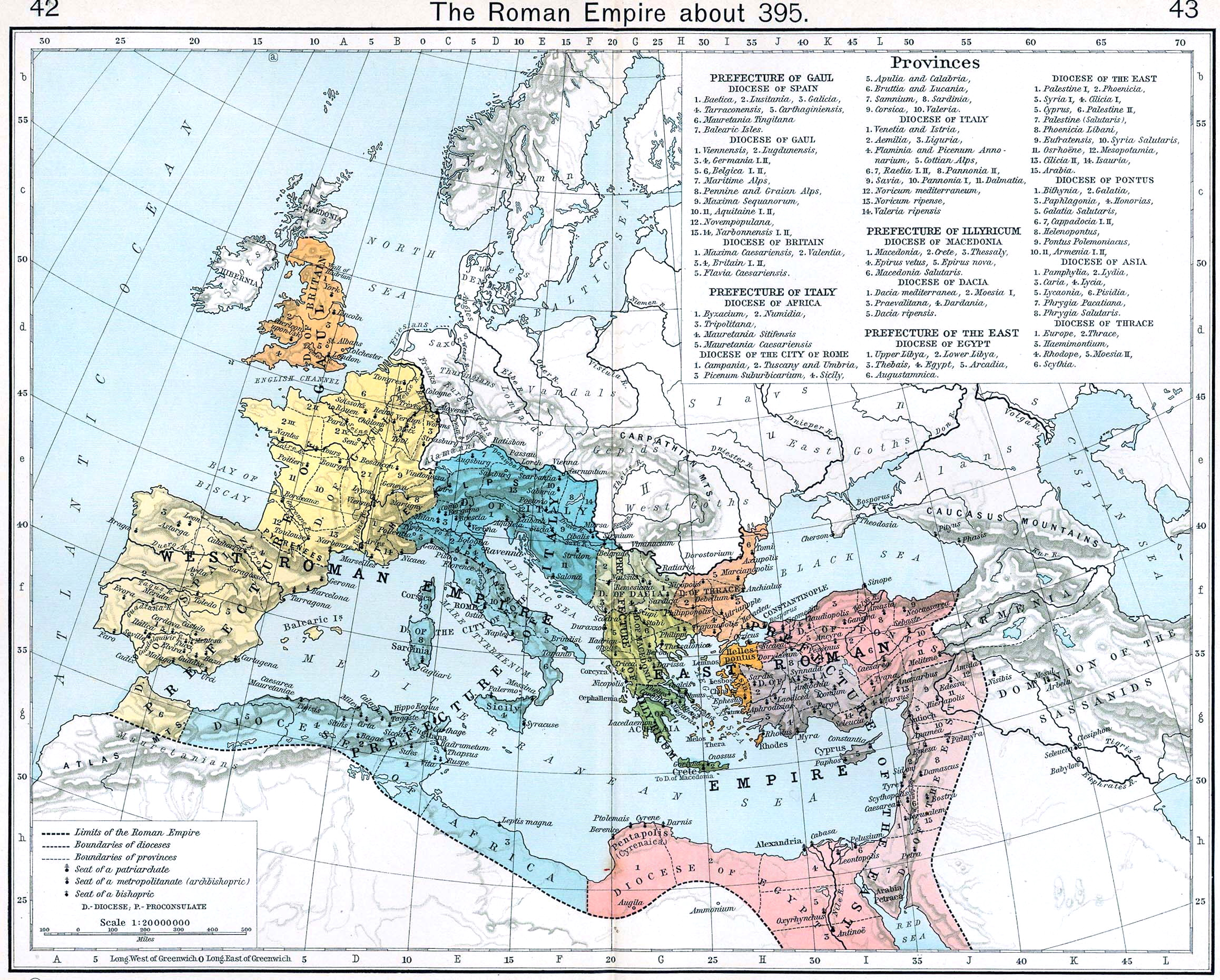
A Római Birodalom területe 395-ben.

Iulianus halálával az antik görög-római hitvilág végleges vereséget szenvedett a Római Birodalomban. Iovianus hazafelé menet megállt rövid időre Antiochiában, ahol első dolga volt Iulianus keresztényeket korlátozó rendeleteit visszavonni, kivéve az oktatásról szólót, mivel abban nem esett szó a kereszténységről és a pogány rétorok ellen is lehetett használni. Antiochia lakossága – amely egyébként a korábbi korokban mindig is nagy vallási toleranciájáról és sokszínűségéről volt híres – kijárta nála, hogy Iulianus könyvtárát kifoszthassák és felgyújthassák, így pótolhatatlan irodalmi és filozófiai gyűjtemény veszett el. Ez a könyvégetés szimbolikusan ábrázolja a jövendőt. A könyv minden időben hatalom volt, szellemi fegyver, amit a felek lehetőleg igyekeztek kivenni az ellenfél kezéből és monopolizálni, vagy máglyába gyűjteni és elégetni. Ez a szent borzalom a könyvvel szemben és a máglya tulajdonképpen tisztelet a könyv hatalma előtt.
Nagy Theodosius római császár, a Római Birodalom utolsó egyeduralkodója, a belső szellemi és kulturális erők egyesítését célozva, minden „pogány” kultuszgyakorlatot betiltott.
380. február 27-én kiadott vallási rendeletével államvallássá nyilvánította a kereszténységet a Római birodalom egész területén.
Megparancsoljuk, hogy mindazok a népek, amelyek a mi kegyelmes kormányzatunk uralma alatt állnak, abban a vallásban éljenek, amelyet a hagyomány szerint Szent Péter apostol adott át Róma népének, s amely azóta is töretlenül él napjainkig: az a hitvallás ez, amelyet Damasus pápa és Péter, Alexandria püspöke, az apostoli szentségű férfiú is helyesnek tart. Tehát: mindenkinek hinnie kell az apostoli hitvallás és az evangéliumi tanítás értelmében az Atyának, Fiúnak és Szentléleknek egységesen isteni voltát, egyenrangú méltóságát és szent hármasságát. Meghagyjuk, hogy akik ezt a hitvallást követik, a "katolikus keresztények" nevét viselhetik, a többiek azonban, akiket eszteleneknek és őrülteknek ítélünk, az eretnek hitvallásuknak megfelelő gyalázatos nevet viseljék, gyülekezeteik nem nevezhetik magukat ecclesiáknak és egyelőre az isteni bosszúnak adjuk át őket, de majd, amidőn isteni sugallatból erre utasítást kapunk, magunk is gondoskodunk megbüntetésükről.
387-től vallási kérdésekben Szent Ambrus mediolanumi püspök nézeteinek hatására és befolyására egyre keményebb intézkedéseket hozott a pogányokkal szemben. A császár a Thesszalonikében kibocsátott edictumán kívül számos további vallásügyi rendeletet is alkotott.

## Emlékezete

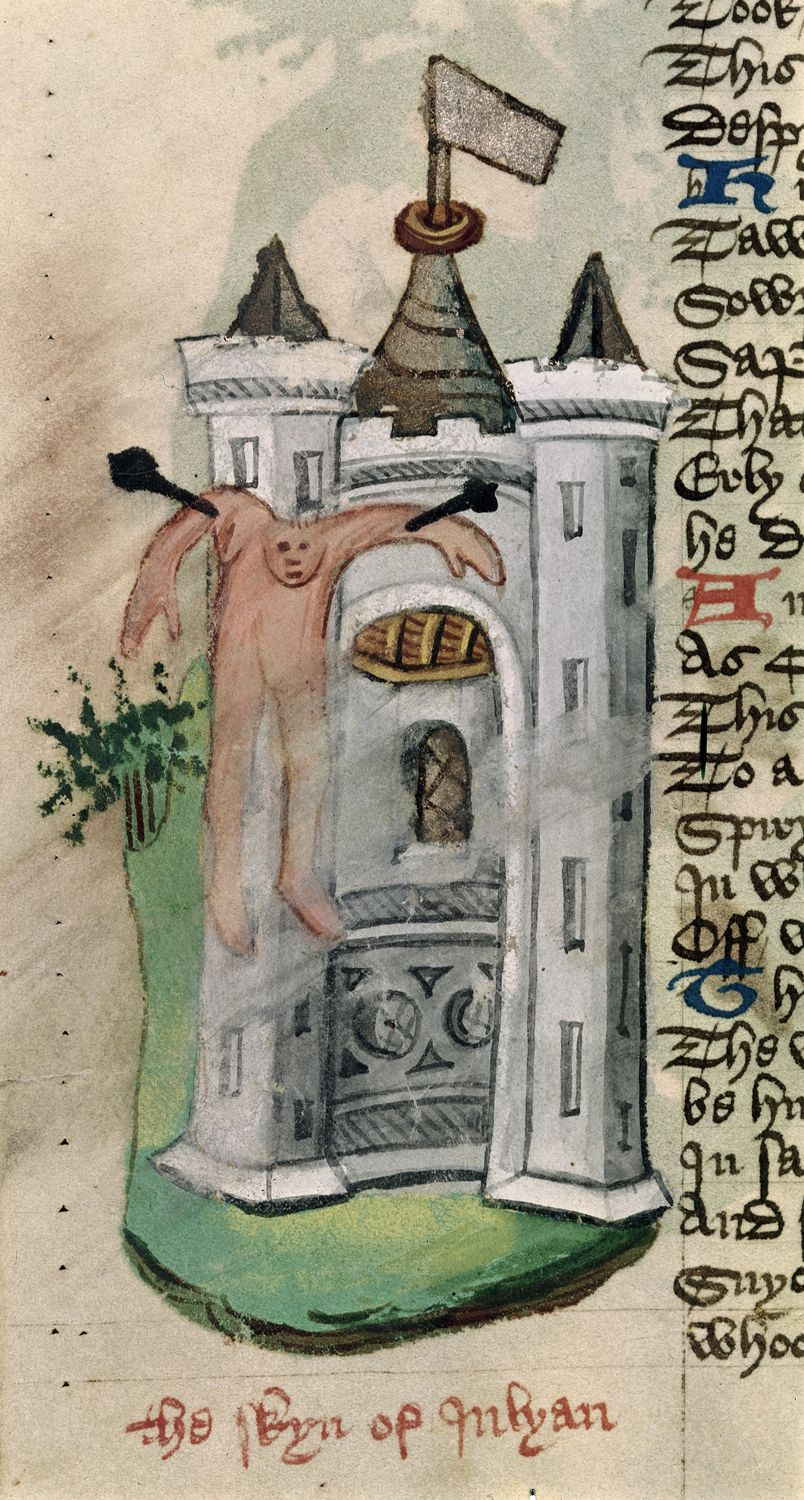
Iulianus halála. Illusztráció Giovanni Boccaccio De Casibus Virorum Illustribus című művéből.

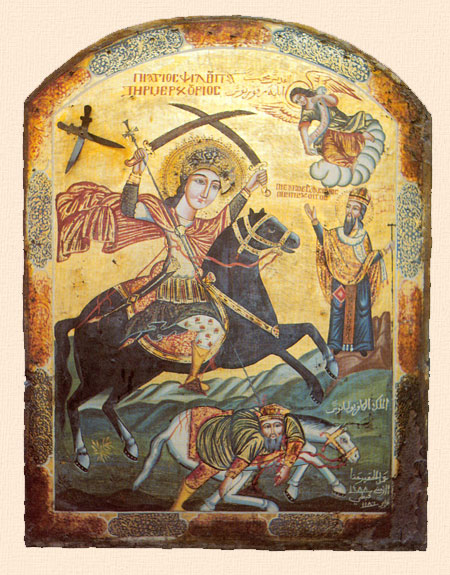
Szent Philopater Mercurius megöli Iulianust, kopt ikon egy őskeresztény legenda szerint.

Iulianust a nem egykorú keresztény hagyomány és a mai egyháztörténészek az Antikrisztus előfutárának írják le. Bár uralkodása alatt megközelítően sem folyt annyi keresztény vér, mint a korábbi római császárok alatt, de nagyon veszélyesnek ítélték a kereszténység szempontjából, hiszen Iulianus uralkodói programja és cselekedetei azt a célt szolgálták, hogy a keresztény egyházat lassan, de biztosan visszaszorítsa, kivesse kivételezett helyzetéből.
A liberális protestáns Ferdinand Gregorovius elkésett hellén filozófusnak nevezte Iulianust. „Hiába fordult el a hitehagyott császár az emberiség új, már magasra emelkedett napjától, hogy bizarr ellenszegüléssel a görögök lenyugvó Hélioszát imádja.”
A keresztény hagyományban több katona mártír legendája keletkezett Iulianus uralkodásának idejéből.
- Szent Flaviánusz, katona vértanú, aki Róma város parancsnoka volt, és akinek Julianus Apostata elkobozta vagyonát, megkínoztatta és száműzetésbe küldte Toszkánába, ahol belehalt sebeibe.
- Szent Gallikán katona vértanú, aki Alexandriában volt Nagy Konstantin császár parancsnoka, szkítiai győzelme után, 330-ban consul lett, miután megtért, házát kórházzá alakította. Julianus aposztata száműzte, a „Martyrologium Romanum” szerint kivégeztette.
- Szent Eudzigniusz katona vértanú, Antiochiában Julianus aposztata végeztette ki, mert a császár szemére vetette hitehagyását.[65]

Ezek az esetek az egykorú forrásokból nem vezethetők le, mivel ezek alapján Iulianus pusztán hite miatt senkit sem végzett ki, sőt viszonylagos türelemmel viselte világnézeti ellenfeleinek állandó támadásait. Ammianus Marcellinusnál, a rendkívüli részletességgel dolgozó történetírónál sem található hasonló eset. Sőt XXII. könyvének 10. szakasza szerint Iulianus – amikor Antiochiában töltötte a telet – visszaállította a jogrendet és hite miatt senkit nem üldözött. A világtörténelemben páratlan módon nem érte bántódás azokat sem, akik nyílt gúnyiratokat írtak róla, sőt válaszolt nekik a „Szakállgyűlölő” című művében. Ezt a művet konkrétan Antiocheiában írta, válaszul arra a röpcédula-kampányra, amit a város lakossága az aszketizmusát gúnyolva folytatott ellene. Hasonló a másik bizonyosan megtörtént eset, amikor a császárt egy ismeretlen és elhanyagolt külsejű szónok kereste fel, akinek Hérakleiosz volt a neve. A császár előtt a vendég mitologikus példabeszédben Iulianus politikáját elítélő beszédet mondott. Semmilyen retorzió nem érte, ezzel szemben másnapra megírta a Hérakleiosz ellen című művét, és válaszul felolvasta az udvar előtt.
Az antiochiai események azonban kicsúsztak az irányítása alól. A kisebb atrocitásokat nagyobbak követték. A helyi püspököt, Gregoriust a pogányok felkoncolták. 362. október 22-én az Antiochiához közel eső daphnéi Apollón-szentély titokzatos körülmények között leégett. A tűzesettel kapcsolatban számos mendemonda keletkezett. Mindenesetre Iulianus a város keresztény lakosságának tulajdonította a gyújtogatást, mivel Gregorius halálának bosszúját látta benne, és megtorlásul Antiochia legnagyobb keresztény templomát bezáratta.
Julianus Apostatának, mikor a perzsák ellen indult, a caesareai püspök, Szent Vazul és hívei hódolatuk jeléül árpakenyereket küldtek. A császárt felbőszítette, hogy neki  »baromnak való« étellel alkalmatlankodtak. Megüzente a püspöknek, hogy a háborúból visszajövet megfizet Caesareának. Azon az éjjelen Sz. Vazul álmában a Boldogságos Szűz egyházában járt és látta az istenanyát, amint angyaloktól körülfogva trónuson ült és így szólt: «Hívjátok Mercuriust, végezzen Julianussal.» Volt pedig ama Mercurius egy katona, aki a keresztény hitért Julianustól vértanúságot szenvedett és a Szent Szűz egyházában volt eltemetve. A mártír, kinek fegyverei az egyházban függtek, rögtön megjelent és fölkészült dolgára. Mindezt jól látta Vazul püspök álmában. Mikor fölébredt, tüstént elment a B. Szűz egyházába és fölnyittatta Szent Mercurius koporsóját. De a vértanúnak sem testét, sem fegyvereit nem találták, holott az egyház őre megesküdt rá, hogy előtte való este mindent a maga helyén látott. Másnap a püspök újra elment az egyházba – és csodák-csodája: Szent Mercurius ott feküdt koporsójában, lándzsája és egyéb fegyverei megszokott helyükön függöttek, csakhogy vérrel voltak borítva. Végre hírmondó érkezett és elbeszélte, hogy a csatában egy ismeretlen vitéz nagy merészen rányargalt Julianusra; dárdáját hatalmasan rázva nekitámadt, átdöfte és nyomtalanul eltűnt.
Konstantinápolyi Szokratész (Socrates Scholasticus) keresztény történész Historia Ecclesiastica című művének harmadik könyvében a huszonhat fejezetből huszonhármat Iulianus apostata élettörténetének szentel. Aranyszájú Szent Jánoson kívül ő vizsgálta a legtöbbet Iulianus életrajzát és lélekrajzát, de érezhetően elfogult a vizsgálata tárgyával szemben.

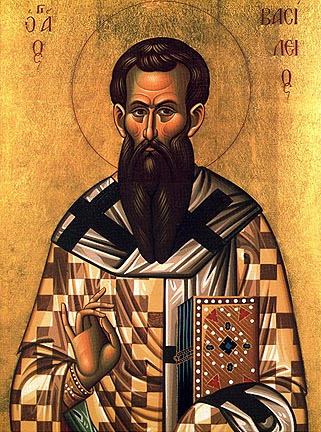
Basilius fiatal korában Iulianus tanulótársa volt Athénben

A középkorban főképp Iulianus és Basilius (Nagy Szent Vazul) vitája került előtérbe. Basilius tanulótársa volt 355-ben Athénben (Basilius leírta Iulianusról – utólag –, már akkor látszott, hogy hihetetlen ingatagsága miatt nem válik jó emberré), a későbbiekben számos vitairatot írt – bántatlanul – Iulianus ellen, amelyekre a császár pamfletekkel válaszolt. Iulianus halála után gúnyos hangvételű esszéket is megengedett magának, ezekben már kigúnyolta Iulianus testfelépítését, szakállviseletét, gesztusait harsánynak és mimikáját eltúlzottnak mondta, gondolkodását és filozófiáját pedig sekélyesnek nevezte. A középkorban Iulianust a pogány büszkeség megtestesítőjének tartották, ezért terjedt el a „győztél, galileai” (Νενίκηκάς με, Γαλιλαῖε) mondás, amely szerint a haldokló császár feladta büszkeségét, és elismerte a keresztény hit tanainak erejét. Ez a mondás azonban valószínűleg sosem hangzott el. A szemtanú szerint elbúcsúzott barátaitól, vizet ivott és meghalt. Első ízben egy évszázaddal később Küroszi Theodorétosz fogalmazta meg – nála fordul elő első alkalommal a forrásokban –, aztán nagy sebességgel terjedt a kompilátorok között.
…őt magát egy vaktában kilőtt nyíl egy évre és 8 hónapra rá, hogy uralkodni kezdett, caesarságának 7-ik, életének 31. évében megölte. Mondják, hogy – midőn a nyilat maga felé repülni látta – megérté, hogy ez isteni bosszú következtében történik s mégsem bűnbánó, hanem megátalkodott lélekkel így káromolta Istent: Győztél, galilaeai! E néven szokta ugyanis Krisztust nevezni, így hát Isten teljesen megszabadította államát a legkegyetlenebb zsarnoktól, a ki a keresztények vérét isteneinek fogadalmul felajánlotta. Olvasható boldog Basilius életében, hogy ezt a nyilat a szent férfiú könyörgésére azért, mert a cappadociai Caesareát, melynek élén állott, visszatértekor teljesen elpusztítani szándékozott, boldog Mercurius vértanú lőtte ki az égből s ennek bizonyítékául azt mondják, hogy a nyílvasat, mely nevezett vértanú sírdombja mellett feküdt, reggel véresen találták.…
A reneszánsz legvégén, már a cinquecento idején Lorenzo de’ Medici írt drámát róla, majd a 17. században jezsuita szerzetesek próbálták hosszú idő után először kideríteni az igazságot.
A 19. században ismét kitüntetett figyelemmel fordultak Iulianus felé. Ez időben a történészek és írók problematikus, de tiszteletre méltó alakként mutatták be, mint August von Kotzebue, Friedrich de la Motte Fouqué, Joseph von Eichendorff, Felix Dahn és Henrik Ibsen. A 20. század két legfontosabb irodalmi műve Wolfgang Cordan (1950) és Gore Vidal (1962) regényei.
Mégsem kell persze azt képzelni, hogy a pogányság s az antik kultúra most már tökéletesen eltűnt: az csak lassan adta meg magát. Hisz egy császár is akadt még, aki vissza akarta hozni a régi világot. S ez a császár maga is író volt: Iulianus Apostata. Császár, aki szatírát írt a császárokról… „Kora legműveltebb írójának” mondják; egy haldokló műveltség kései rajongója ő. Ez a rajongás vitte halálos kalandjába, mely az időt vissza akarta fordítani. „Győztél, Galileai!” Soha ilyen tragikus „utolsó szavakat” nem adott a legenda senki szájába. Iulianus fő műve egy hatalmas pamflet volt a kereszténység ellen: κατά χριστιανών. A tragikum még teljesebb azáltal, hogy ez a nagy mű elveszett.
„Az újabb kutatások emberként nagyra értékelik, ám politikáját kilátástalannak ítélik. Váratlanul bekövetkező halálával a régi hit utolsó támogatóját veszítette el.” Rövid uralkodása ellenére is a Római Birodalom egyik legjelentősebb császára volt.

## Munkái, írásai
Iulianus irodalmi tevékenysége viszonylag jól ismert, írásainak nagy része fennmaradt. Munkássága szerteágazó, a vitairatoktól a dicshimnuszokig, a színművektől a szatíráig és a vallási értekezésekig sok mindent írt. Saját korában Marcus Aureliushoz, a filozófus császárhoz hasonlították, de a keresztény történetírás hosszú időn keresztül sekélyesnek és középszerűnek minősítette. A munkáit összegyűjtő forráskiadások egy része nem tartalmazza a legfontosabb munkáját, a Contra Galilaeos („Galileánusok ellen”) címűt, amire válaszként Hippói Szent Ágoston megírta a később Contra Julianum opus imperfectum („Csonka mű Julianus ellen”) címet kapó utolsó, befejezetlenül maradt művét, mert a hatodik könyv írása közben munkáját félbeszakította a halál. Hitvita nem bontakozhatott ki, mivel mindkét szerző elhalálozott.
Műveinek többsége vitairat vagy alkalmi fogalmazvány, amelyeket kevés szabadidejében diktált. Művei nagyon fontosak az újplatonizmus bizonyos vonatkozásaiban. Például naphimnusza Iamblikhosz egy olyan műve alapján született, amely azóta elveszett, így e filozófia napteológiájának ma gyakorlatilag az egyetlen forrása a iulianusi rövid, értekező prózában fogalmazott feldolgozás.
- Dicshimnusz Constantiushoz (356/357)
- Dicshimnusz Eusebia császárnéhoz (357. június)
- Constantius hőstettei (357/358)
- Levelek (359–363)
- Vigasz Szalusztiosz elutazása után (359)
- Levél az athéni néphez és szenátushoz (361)
- Himnusz Héliosz királyhoz (361 vagy 362 téli napfordulójának három napja, Szalusztiosznak ajánlva)[75]
- Levél Themistius filozófushoz (362 eleje)
- Hérakleiosz ellen (362. március)
- Himnusz az Istenek Anyjához (362. március)
- A műveletlen cinikusokhoz (362. május)
- Az uralkodók (362. december)
- Töredékek a papokhoz intézett leveleiből (362)
- A galileánusok ellen (362/363)
- A szakállgyűlölő (Μισοπώγων Miszopógón, Misopogon, 363 eleje)
- Epigrammák

## Források

Ioulianou autokratoros ta sozomena, 1696

## Családja
Szín- és jelmagyarázat:
- arany és vastag betű = augustusok
- sárga = caesarok
- labarum  : pogány császárok
- labarum  : keresztény császárok

|                        |                        |                        |                        |                        |                        |  |  | Afranius Hannibalianus | Afranius Hannibalianus | Afranius Hannibalianus | Afranius Hannibalianus | Afranius Hannibalianus | Afranius Hannibalianus |  |  | Eutropia                  | Eutropia                  | Eutropia                  | Eutropia                  | Eutropia                  | Eutropia                  |  |  | Maximianus                 | Maximianus                 | Maximianus                 | Maximianus                 | Maximianus                 | Maximianus                 |  |  |               |               |               |               |                         |               |  |  |                           |                           |                           |                           |                           |                           |  |  |                            |                            |                            |                            |                            |                            |  |  |             |             |             |             |             |             |
|                        |                        |                        |                        |                        |                        |  |  | Afranius Hannibalianus | Afranius Hannibalianus | Afranius Hannibalianus | Afranius Hannibalianus | Afranius Hannibalianus | Afranius Hannibalianus |  |  | Eutropia                  | Eutropia                  | Eutropia                  | Eutropia                  | Eutropia                  | Eutropia                  |  |  | Maximianus                 | Maximianus                 | Maximianus                 | Maximianus                 | Maximianus                 | Maximianus                 |  |  |               |               |               |               |                         |               |  |  |                           |                           |                           |                           |                           |                           |  |  |                            |                            |                            |                            |                            |                            |  |  |             |             |             |             |             |             |
|                        |                        |                        |                        |                        |                        |  |  |                        |                        |                        |                        |                        |                        |  |  |                           |                           |                           |                           |                           |                           |  |  |                            |                            |                            |                            |                            |                            |  |  |               |               |               |               |                         |               |  |  |                           |                           |                           |                           |                           |                           |  |  |                            |                            |                            |                            |                            |                            |  |  |             |             |             |             |             |             |
|                        |                        |                        |                        |                        |                        |  |  |                        |                        |                        |                        |                        |                        |  |  |                           |                           |                           |                           |                           |                           |  |  |                            |                            |                            |                            |                            |                            |  |  |               |               |               |               |                         |               |  |  |                           |                           |                           |                           |                           |                           |  |  |                            |                            |                            |                            |                            |                            |  |  |             |             |             |             |             |             |
| Flavia Iulia Helena    | Flavia Iulia Helena    | Flavia Iulia Helena    | Flavia Iulia Helena    | Flavia Iulia Helena    | Flavia Iulia Helena    |  |  | Constantius Chlorus    | Constantius Chlorus    | Constantius Chlorus    | Constantius Chlorus    | Constantius Chlorus    | Constantius Chlorus    |  |  | Flavia Maximiana Theodora | Flavia Maximiana Theodora | Flavia Maximiana Theodora | Flavia Maximiana Theodora | Flavia Maximiana Theodora | Flavia Maximiana Theodora |  |  | Maxentius                  | Maxentius                  | Maxentius                  | Maxentius                  | Maxentius                  | Maxentius                  |  |  |               |               |               |               |                         |               |  |  | Flavius Iulius Iulianus   | Flavius Iulius Iulianus   | Flavius Iulius Iulianus   | Flavius Iulius Iulianus   | Flavius Iulius Iulianus   | Flavius Iulius Iulianus   |  |  | ismeretlen                 | ismeretlen                 | ismeretlen                 | ismeretlen                 | ismeretlen                 | ismeretlen                 |  |  |             |             |             |             |             |             |
| Flavia Iulia Helena    | Flavia Iulia Helena    | Flavia Iulia Helena    | Flavia Iulia Helena    | Flavia Iulia Helena    | Flavia Iulia Helena    |  |  | Constantius Chlorus    | Constantius Chlorus    | Constantius Chlorus    | Constantius Chlorus    | Constantius Chlorus    | Constantius Chlorus    |  |  | Flavia Maximiana Theodora | Flavia Maximiana Theodora | Flavia Maximiana Theodora | Flavia Maximiana Theodora | Flavia Maximiana Theodora | Flavia Maximiana Theodora |  |  | Maxentius                  | Maxentius                  | Maxentius                  | Maxentius                  | Maxentius                  | Maxentius                  |  |  |               |               |               |               |                         |               |  |  | Flavius Iulius Iulianus   | Flavius Iulius Iulianus   | Flavius Iulius Iulianus   | Flavius Iulius Iulianus   | Flavius Iulius Iulianus   | Flavius Iulius Iulianus   |  |  | ismeretlen                 | ismeretlen                 | ismeretlen                 | ismeretlen                 | ismeretlen                 | ismeretlen                 |  |  |             |             |             |             |             |             |
|                        |                        |                        |                        |                        |                        |  |  |                        |                        |                        |                        |                        |                        |  |  |                           |                           |                           |                           |                           |                           |  |  |                            |                            |                            |                            |                            |                            |  |  |               |               |               |               |                         |               |  |  |                           |                           |                           |                           |                           |                           |  |  |                            |                            |                            |                            |                            |                            |  |  |             |             |             |             |             |             |
|                        |                        |                        |                        |                        |                        |  |  |                        |                        |                        |                        |                        |                        |  |  |                           |                           |                           |                           |                           |                           |  |  |                            |                            |                            |                            |                            |                            |  |  |               |               |               |               |                         |               |  |  |                           |                           |                           |                           |                           |                           |  |  |                            |                            |                            |                            |                            |                            |  |  |             |             |             |             |             |             |
|                        |                        |                        |                        |                        |                        |  |  |                        |                        |                        |                        |                        |                        |  |  |                           |                           |                           |                           |                           |                           |  |  |                            |                            |                            |                            |                            |                            |  |  |               |               |               |               |                         |               |  |  |                           |                           |                           |                           |                           |                           |  |  |                            |                            |                            |                            |                            |                            |  |  |             |             |             |             |             |             |
|                        |                        |                        |                        |                        |                        |  |  |                        |                        |                        |                        |                        |                        |  |  |                           |                           |                           |                           |                           |                           |  |  |                            |                            |                            |                            |                            |                            |  |  |               |               |               |               |                         |               |  |  |                           |                           |                           |                           |                           |                           |  |  |                            |                            |                            |                            |                            |                            |  |  |             |             |             |             |             |             |
| Minervina              | Minervina              | Minervina              | Minervina              | Minervina              | Minervina              |  |  | I. Constantinus        | I. Constantinus        | I. Constantinus        | I. Constantinus        | I. Constantinus        | I. Constantinus        |  |  | Fausta Flavia Maxima      | Fausta Flavia Maxima      | Fausta Flavia Maxima      | Fausta Flavia Maxima      | Fausta Flavia Maxima      | Fausta Flavia Maxima      |  |  | Flavius Iulius Constantius | Flavius Iulius Constantius | Flavius Iulius Constantius | Flavius Iulius Constantius | Flavius Iulius Constantius | Flavius Iulius Constantius |  |  |               |               |               |               |                         |               |  |  |                           |                           |                           |                           |                           |                           |  |  | Flavia Basilina            | Flavia Basilina            | Flavia Basilina            | Flavia Basilina            | Flavia Basilina            | Flavia Basilina            |  |  |             |             |             |             |             |             |
| Minervina              | Minervina              | Minervina              | Minervina              | Minervina              | Minervina              |  |  | I. Constantinus        | I. Constantinus        | I. Constantinus        | I. Constantinus        | I. Constantinus        | I. Constantinus        |  |  | Fausta Flavia Maxima      | Fausta Flavia Maxima      | Fausta Flavia Maxima      | Fausta Flavia Maxima      | Fausta Flavia Maxima      | Fausta Flavia Maxima      |  |  | Flavius Iulius Constantius | Flavius Iulius Constantius | Flavius Iulius Constantius | Flavius Iulius Constantius | Flavius Iulius Constantius | Flavius Iulius Constantius |  |  |               |               |               |               |                         |               |  |  |                           |                           |                           |                           |                           |                           |  |  | Flavia Basilina            | Flavia Basilina            | Flavia Basilina            | Flavia Basilina            | Flavia Basilina            | Flavia Basilina            |  |  |             |             |             |             |             |             |
|                        |                        |                        |                        |                        |                        |  |  |                        |                        |                        |                        |                        |                        |  |  |                           |                           |                           |                           |                           |                           |  |  |                            |                            |                            |                            |                            |                            |  |  |               |               |               |               |                         |               |  |  |                           |                           |                           |                           |                           |                           |  |  |                            |                            |                            |                            |                            |                            |  |  |             |             |             |             |             |             |
|                        |                        |                        |                        |                        |                        |  |  |                        |                        |                        |                        |                        |                        |  |  |                           |                           |                           |                           |                           |                           |  |  |                            |                            |                            |                            |                            |                            |  |  |               |               |               |               |                         |               |  |  |                           |                           |                           |                           |                           |                           |  |  |                            |                            |                            |                            |                            |                            |  |  |             |             |             |             |             |             |
|                        |                        |                        |                        |                        |                        |  |  |                        |                        |                        |                        |                        |                        |  |  |                           |                           |                           |                           |                           |                           |  |  |                            |                            |                            |                            |                            |                            |  |  |               |               |               |               |                         |               |  |  |                           |                           |                           |                           |                           |                           |  |  |                            |                            |                            |                            |                            |                            |  |  |             |             |             |             |             |             |
|                        |                        |                        |                        |                        |                        |  |  |                        |                        |                        |                        |                        |                        |  |  |                           |                           |                           |                           |                           |                           |  |  |                            |                            |                            |                            |                            |                            |  |  |               |               |               |               |                         |               |  |  |                           |                           |                           |                           |                           |                           |  |  |                            |                            |                            |                            |                            |                            |  |  |             |             |             |             |             |             |
| Flavius Iulius Crispus | Flavius Iulius Crispus | Flavius Iulius Crispus | Flavius Iulius Crispus | Flavius Iulius Crispus | Flavius Iulius Crispus |  |  | II. Constantius        | II. Constantius        | II. Constantius        | II. Constantius        | II. Constantius        | II. Constantius        |  |  | II. Constantinus          | II. Constantinus          | II. Constantinus          | II. Constantinus          | II. Constantinus          | II. Constantinus          |  |  | Flavius Iulius Constans    | Flavius Iulius Constans    | Flavius Iulius Constans    | Flavius Iulius Constans    | Flavius Iulius Constans    | Flavius Iulius Constans    |  |  | Flavia Helena | Flavia Helena | Flavia Helena | Flavia Helena | Flavia Helena           | Flavia Helena |  |  | Flavius Claudius Iulianus | Flavius Claudius Iulianus | Flavius Claudius Iulianus | Flavius Claudius Iulianus | Flavius Claudius Iulianus | Flavius Claudius Iulianus |  |  | Flavius Constantius Gallus | Flavius Constantius Gallus | Flavius Constantius Gallus | Flavius Constantius Gallus | Flavius Constantius Gallus | Flavius Constantius Gallus |  |  | Constantina | Constantina | Constantina | Constantina | Constantina | Constantina |
| Flavius Iulius Crispus | Flavius Iulius Crispus | Flavius Iulius Crispus | Flavius Iulius Crispus | Flavius Iulius Crispus | Flavius Iulius Crispus |  |  | II. Constantius        | II. Constantius        | II. Constantius        | II. Constantius        | II. Constantius        | II. Constantius        |  |  | II. Constantinus          | II. Constantinus          | II. Constantinus          | II. Constantinus          | II. Constantinus          | II. Constantinus          |  |  | Flavius Iulius Constans    | Flavius Iulius Constans    | Flavius Iulius Constans    | Flavius Iulius Constans    | Flavius Iulius Constans    | Flavius Iulius Constans    |  |  | Flavia Helena | Flavia Helena | Flavia Helena | Flavia Helena | Flavia Helena           | Flavia Helena |  |  | Flavius Claudius Iulianus | Flavius Claudius Iulianus | Flavius Claudius Iulianus | Flavius Claudius Iulianus | Flavius Claudius Iulianus | Flavius Claudius Iulianus |  |  | Flavius Constantius Gallus | Flavius Constantius Gallus | Flavius Constantius Gallus | Flavius Constantius Gallus | Flavius Constantius Gallus | Flavius Constantius Gallus |  |  | Constantina | Constantina | Constantina | Constantina | Constantina | Constantina |
|                        |                        |                        |                        |                        |                        |  |  |                        |                        |                        |                        |                        |                        |  |  |                           |                           |                           |                           |                           |                           |  |  |                            |                            |                            |                            |                            |                            |  |  |               |               |               |               |                         |               |  |  |                           |                           |                           |                           |                           |                           |  |  |                            |                            |                            |                            |                            |                            |  |  |             |             |             |             |             |             |
|                        |                        |                        |                        |                        |                        |  |  |                        |                        |                        |                        |                        |                        |  |  |                           |                           |                           |                           |                           |                           |  |  |                            |                            |                            |                            |                            |                            |  |  |               |               |               |               | korán meghalt gyermekek |               |  |  |                           |                           |                           |                           |                           |                           |  |  |                            |                            |                            |                            |                            |                            |  |  |             |             |             |             |             |             |

### Művei
- [Összes művei görögül, kivéve Contra Galilaeos] Iuliani imperatoris quae supersunt praeter reliquias apud Cyrillum omnia, ed. F. C. Hertlein, Leipzig: Teubner, 1875-76 (2 kötet)
- [Contra Galilaeos] Iuliani imperatoris librorum contra Christianos quae supersunt, ed. C. I. Neumann, Leipzig: Teubner, 1880 (Scriptorum graecorum qui christianam impugnaverunt religionem quae supersunt 3)
- [Összes művei görögül és angolul] The Works of the Emperor Julian, with an English translation by Wilmer Cave Wright, Cambridge (Mass.)/London: Harvard University Press, 1913-23 (3 kötet) (Loeb Classical Library)
- [Összes művei görögül és franciául, kivéve Contra Galilaeos] L’ Empereur Julien, Oeuvres complètes, texte établi et traduit par J. Bidez, G. Rochefort, Ch. Lacombrade, Paris: Belles Lettres, 1924-1964 (4 kötet):
- [Contra Galilaeos] Giuliano Imperatore, Contra Galilaeos, ed. E. Masaracchia, Roma: Ateneo, 1990 (Testi e commenti 9)

### Magyarul megjelent művei
- A császárok; ford., jegyz. Kresznerics Ferenc; Landerer, Pozsony–Pest, 1806
- Himnusz Hélios királyhoz. Ford. Németh Bálint, Tradíció évkönyv 2005., Kvintesszencia Kiadó, Debrecen, 9–26. o.
- Julianus Imperator – Himnusz Héliosz királyhoz - Himnusz az Istenek Anyjához , Disciplina Kiadó, Pécs 2017. ISBN 9786155820007
- Himnusz a Naphoz, a mindenség királyához. Fordítás és kommentár: Buzási Gábor. Ókor. Folyóirat az antik kultúrákról XVII.1 (2018) 78-100 (http://okorportal.hu/wp-content/uploads/2018/07/2018_1_Iulianus.pdf).
- Iulianus Apostata: Beszéd az antiochiaiak ellen, avagy A Szakállgyűlölő (Or. XII.). Késő római szöveggyűjtemény 3.; tan., ford., sajtó alá rend. Solymosi Benedek; JATE Press, Szeged, 2014 (Documenta historica)
- Iulianus Apostata válogatott írásai, Fordította: Csízy Katalin. Budapest, 2025. L'Harmattan kiadó. Károli könyvek.

### Magyar nyelvű Iulianus-szakirodalom
- Buzási Gábor (2008). „A mítosz repedései – az újplatonikus hermeneutika Julianus császárnál”. Ókor VII (3), 35–40. o. ISSN 1589-2700.
- Buzási Gábor (2011). „Iulianus császár naphimnusza és a karácsony eredete”. Ókor X (2), 32–42. o. ISSN 1589-2700.
- Buzási Gábor (2000). „A 'gondolkodó' Nap: Iulianus Hélios-himnusza”. Passim 2 (1), 3-18. o.
- Csízy Katalin. Proverbiumok és proverbiális kifejezések Iulianus Apostata beszédeiben (Ph.D értekezés). PPKE BTK, 265. o. (2006)
- Csízy Katalin. „Kirké barlangja Iulianus értelmezésében”. Antik Tanulmányok, Kiadó: Akadémiai Kiadó.
- Hahn István. Iulianus és Antiochia (1957)
- Hahn István (1959). „Ideológiai és politikai harc Julianus Apostata halála körül”. AntikTanulmányok (6), 253–265. o.
- Hanula Gergely (2010). „A chrysostomosi homília hallgatósága Antiochiában”. Ókor IX (3), 53–55. o. ISSN 1589-2700.
- Kocsisné Csízy Katalin (2000). „Hélios szerepe és azonosítása Iulianus Hérakleios ellen írott beszédében (Or. VIII)”. Antik Tanulmányok ILIV, 223–228. o.

### Egyéb felhasznált irodalom
- Ammianus Marcellinus: Róma története, Budapest, Európa, 1993, ford. Adamik Tamás.
- Budai Balogh Tibor (2011). „Az utolsó kísérlet – I. Valentinianus és a Birodalom határvédelme”. Ókor X (1), 85–97. o. ISSN 1589-2700.
- Havas László - Hegyi W. György - Szabó Edit: Római történelem, Osiris Kiadó, Budapest, 2007.
- Krawczuk, Aleksander. Római császárnék. Lazi K. (2008). ISBN 978-963-267-024-9

- Krawczuk, Aleksander. Nagy Konstantin. Gondolat Kiadó (1981). ISBN 963-281-026-0
- Ókori lexikon I–II. Szerk. Pecz Vilmos. Budapest: Franklin Társulat. 1902–1904.
- Tóth István: Mithras Pannonicus - Esszék, Martin Opitz Kiadó, 2003. ISBN 9632102827
- Delphoi jóslatok. Steiger Kornél (szerk.), Holnap Kiadó, Budapest 1992. ISBN 9633450470

## Idegen nyelvű irodalom
- Athanassiadi, Polymnia, Julian: An Intellectual Biography, Routledge, London, 1992. ISBN 0-415-07763-X
- David Frederick Buck: Socrates Scholasticus and Julian the Apostate. Byzantion 73 (2003) 301-318.
- David Frederick Buck: Sozomen on Julian the Apostate, Byzantion, LXXVI, 2006
- Christian Schäfer (Hrsg.), Kaiser Julian 'Apostata' und die philosophische Reaktion gegen das Christentum, Berlin/New York: W. de Gruyter, 2008 ISBN 978-3-11-020541-1
- Banchich, Thomas M.: Gallus Caesar (15 March 351 - 354 A.D.) 1997.
- Jones, Arnold – Hugh, Martin: The Prosopography of the Later Roman Empire, 1992. Cambridge University Press, ISBN 0-521-07233-6
- Potter, David Stone: The Roman Empire at Bay: Ad 180-395 2004. Routledge, ISBN 0-415-10057-7
- Thompson, E.A. Ammianus' Account of Gallus Caesar The American Journal of Philology, vol. 64/3. pp. 302–315. 1943.
- Pedro Barceló: Caesar Gallus und Constantius II., ein gescheitertes Experiment?, Acta Classica, Band 62. 1999. pp. 23–34
- Bruno Bleckmann: Constantina, Vetranio und Gallus Caesar, Chiron, Band 24. 1994. pp. 29–68
- Bruno Bleckmann: Gallus, César de l'Orient?, Consuetudinis Amor. Fragments d’histoire romaine (IIe–VIe siècles) offerts à Jean-Pierrre Callu, Saggi di storia antica, Band 19. L’Erma di Bretschneider, Róma, 2003. ISBN 88-8265-216-5
- Roger C. Blockley: Constantius Gallus and Julian as Caesars of Constantius, Latomus, Band 31. 1972. pp. 433–468
- Alexander Demandt: Die Spätantike. Römische Geschichte von Diocletian bis Justinian, 2. C. H. Beck, München, 2007. ISBN = 978-3-406-55993-8
- Arnold Hugh Martin Jones, John Robert Martindale, John Morris: Fl. Claudius Constantius Gallus 4, In: The Prosopography of the Later Roman Empire (PLRE). Band 1, Cambridge University Press, Cambridge, 1971. ISBN 0-521-07233-6
- Robert N. Mooney: Gallus Caesar’s Last Journey, Classical Philology, Band 53. 3. 1958. pp. 175–177
- Klaus Rosen: Julian. Kaiser, Gott und Christenhasser, Klett-Cotta, Stuttgart, 2006. ISBN 3-608-94296-3
- Otto Seeck: Constantius 5, In: Paulys Realencyclopädie der classischen Altertumswissenschaft (RE). Band IV.1. Stuttgart 1900. pp 1094–1099.
- Edward A. Thompson: Ammianus’ Account of Gallus Caesar, American Journal of Philology, Band 64. 3. 1943. pp. 302–315
- Hermann Tränkle: Der Caesar Gallus bei Ammian, Museum Helveticum, Band 33. 1976.
- Roldanus, Johannes. The Church in the Age of Constantine: the Theological Challenges. Oxfordshire: Routledge (2006)
- Rousseau, Phillip. Basil of Caesarea. Berkeley: University of California Press (1994). ISBN 0-520-08238-9

## Életrajzok, szépirodalom
- Vidal, Gore. Julianus. Gondolat K. (1969)
- Henrik Ibsen összes színművei I–VI. – Budapest, Athenaeum, A császár és a Galiléus (Kejser og Galilaeer) : Világtörténeti színmű / Fordította: Puskás Endre, 1921. – 361 l. 1 t.
- Határ Győző: Köpönyeg sors I–II. (lélekrajzi regény Iulianosz ifjúsága) Életünk; Faludi Ferenc Alapítvány, 1997.
- Dmitrij Szergejevics Mereskovszkij: Julianus apostata, Dante Kiadás
- Adrian Murdoch: Az utolsó pogány, fordította: Moczok Péter, Hajja és fiai Kft. 2007. ISBN 978-963-7054-45-7
- Révai József: Elhagytál, Héliosz[halott link]